# 닥터 스트레인지: 대혼돈의 멀티버스
《닥터 스트레인지: 대혼돈의 멀티버스》는 마블 코믹스 원작의 캐릭터 닥터 스트레인지를 주연으로 한 2022년 미국의 슈퍼히어로 영화이다. 마블 스튜디오가 제작하고 월트 디즈니 스튜디오 모션 픽처스 가 배급하는 이 영화는 《닥터 스트레인지》(2016)의 속편이자 마블 시네마틱 유니버스 (MCU)의 28번째 영화이다. 샘 레이미가 감독하고 마이클 왈드론이 각본을 썼으며, 베네딕트 컴버배치 (스티븐 스트레인지 역), 엘리자베스 올슨, 추이텔 에지오포, 베네딕트 웡, 소치 고메즈, 마이클 스툴바그, 레이첼 맥아담스가 출연했다. 작중 스트레인지는 멀티버스를 여행할 수 있는 소녀 아메리카 차베즈 (고메즈)를 완다 막시모프 (올슨)로부터 보호한다.
《닥터 스트레인지》의 감독이자 공동 작가인 스콧 데릭슨은 2016년 10월까지 속편 계획을 세웠다. 그는 컴버배치의 복귀가 확정된 2018년 12월 감독으로 복귀하기로 서명했다. 이 영화의 제목은 2019년 7월 올슨의 참여와 함께 발표되었으며, 제이드 할리 바틀렛은 그해 10월 영화를 각본 담당으로 고용되었다. 데릭슨은 2020년 1월 창의적인 차이점을 이유로 감독직에서 하차, 왈드론과 레이미가 다음 달에 합류하여 다시 시작했다. 그들은 레이미가 이전에 작업했던 공포물 요소를 추가하고, 《완다비전》(2021) 시리즈의 줄거리를 이어가면서 완다를 영화의 악당으로 만들었다. 촬영은 2020년 11월 런던에서 시작되었지만 코로나19 범유행으로 인해 2021년 1월 보류되었다. 제작은 2021년 3월부터 재개, 4월 중순 서머싯주에서 종료되었다. 촬영은 서리 주와 로스앤젤레스에서도 이뤄졌다.
《닥터 스트레인지: 대혼돈의 멀티버스》는 2022년 5월 2일 할리우드 돌비 극장에서 초연되었으며 MCU 페이즈 4 작품 중 하나로 5월 6일 미국에서 개봉되었다. 본작은 전 세계적으로 9억 5500만 달러를 벌어들여 2022년 세 번째로 높은 수익을 올린 영화가 되었으며 레이미의 감독, 시각 효과, 악보, 출연진(특히 컴버배치, 올슨, 고메즈)은 호평을 받았다. 다만 진행 속도는 약간의 비판을 받았다.

## 줄거리
마음이 있던 여자인 크리스틴의 결혼식에 참석하던 닥터 스트레인지는 꿈속에서 자신과 함께 괴물로부터 도망가던 소녀가 괴물에게 쫒기던 것을 발견한다. 닥터 스트레인지는 웡과 함께 느닷없이 나타난 촉수 괴물을 물리치고 노려지던 소녀의 이야기를 듣는다. 아메리카 차베즈란 이름의 소녀는 자신의 의지와 상관없이 멀티버스를 이동할 수 있다. 차베즈는 지구-616의 닥터 스트레인지가 꿈에서 본 것은 다른 차원의 닥터 스트레인지가 겪은 일이라 말해주며, '비샨티의 책'을 구하려다 사망한 또다른 스트레인지의 시체를 보여준다. 닥터 스트레인지는 이에 대해 완다 막시모프에게 도움을 청하러 간다. 아메리카의 힘으로 지구-838에 사는 또다른 자신의 아들들을 얻으려 하는 완다는 아메리카의 멀티버스를 오가는 힘을 빼앗으려 한다. 닥터 스트레인지와 웡 등의 마법사들은 카마르-타지에서 아메리카를 지키려 하지만, 흑마법서 '다크홀드'를 얻고 스칼렛 위치로 각성한 완다에게 패배한다. 두려움에 질렸을 때 멀티버스로 통하는 문이 열리는 아메리카와 스트레인지는 다른 우주으로 전이된다.
완다가 다크홀드의 힘으로 다른 우주의 자신에게 빙의하려 하지만 한 마법사로 인해 책이 파괴된다. 그녀는 웡을 심문하여 다크홀드의 주문의 원전으로 향하여 빙의를 실행하려 한다. 지구-838로 간 스트레인지와 차베즈는 일루미나티란 집단에 체포되어 재판을 받는다. 그 우주의 스트레인지는 타노스를 물리치기 위해 독자적인 행동을 하다가 멀티버스끼리 충돌하여 하나, 혹은 모두가 파괴되는 현상인 '인커젼'을 일으키게 되고 그의 죽음으로 인커젼을 막는다. 일루미나티가 스트레인지의 처분 여부를 두고 투표를 하려던 찰나, 다른 우주의 자신에게 빙의한 지구-838의 완다가 침입한다. 다른 일루미나티 구성원들이 완다에게 살해당하는 사이 스트레인지는 모르도 남작을 물리치고 아메리카와 그곳의 크리스틴과 함께 도망간다. '비샨티의 책'을 찾아 완다에게 맞서려 하지만 완다는 차베즈를 잡아 지구-616으로 가고, 나머지 둘은 또 다른 우주에 떨어진다.
멸망 직전인 우주에는 다크홀드로 타락하여 이마에 제3의 눈을 개안한 스트레인지가 있었다. 두 스트레인지의 싸움 끝에 지구-616의 스트레인지가 다크홀드를 얻어, 차베즈와 함께 떨어진 또 다른 자신의 시체에 빙의한다. 시체 스트레인지가 잠시 완다를 제압한 사이 차베즈가 풀려난다. 완다는 다시 스트레인지 일행을 압도하고, 차베즈가 자신의 힘을 조절하는데 성공하여 '스칼렛 위치' 완다와 아들들과 함께하던 지구-838의 완다를 만나게 한다. 지구-616의 완다는 지구-838의 아이들에게 자신은 엄마가 아니라는 말을 듣는다. 완다는 지구-838의 자신과 아이들을 위해 계획을 포기하고 스스로를 희생함으로써 모든 우주의 다크홀드를 파괴한다. 스트레인지와 크리스틴도 원래 세계로 되돌아간다. 이후 차베즈는 카마르-타지에서 수련을 받는다. 하지만 다크홀드를 사용한 지구-616 스트레인지의 이마에 제3의 눈이 개안한다.
첫 번째 쿠키 영상에서는 한 여성이 차원문을 통해 스트레인지의 앞에 나타나, 다크홀드를 사용하여 그의 우주도 인커젼의 위기 앞에 놓였다며 동행할 것을 요청한다.
두 번째 쿠키 영상에서는 지구-616 스트레인지에게 무례를 범하다, 자기 자신을 때리는 마법에 걸려 시달리던 길거리 음식 장수가 마법이 풀리자 "드디어 끝났다!"며 좋아하는 장면이 나온다.

## 출연진

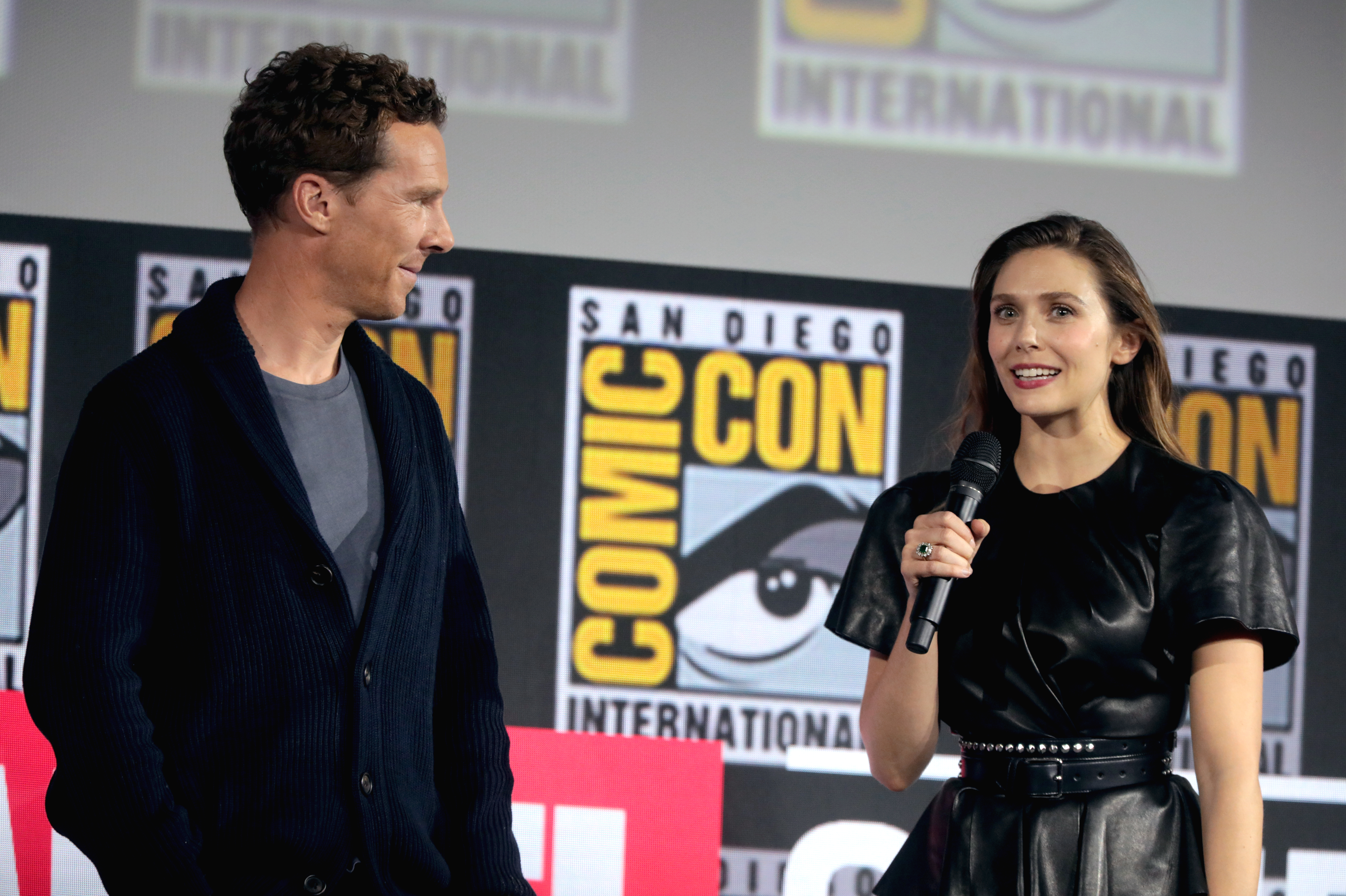
2019 샌디에이고 코믹콘에서 영화를 발표하는 컴버배치와 올슨

- 베네딕트 컴버배치 (스티븐 스트레인지 역): 교통사고 후유증으로 마스터 오브 미스틱 아츠가 된 신경외과 의사.[8] 작가 마이클 왈드론은 스트레인지가 이 영화에서 "힘의 절정에 다다랐다"고 말했고,[9] 인디아나 존스처럼 "펀치를 날리는" 히어로로 묘사하면서도 셰프 앤서니 보데인의 지성을 갖춘 영웅으로 비유했다. 그는 스트레인지를 "당신이 굉장히 좋아할 멋진 어드벤처 히어로"로 보았다.[10]감독 샘 레이미는 스트레인지가 "모든 결정을 통제"해야 하고 "조금 놓아주는" 법과 다른 사람을 신뢰하는 법을 배워야 한다고 믿으며 영화를 시작한다고 설명했다.[11]컴버배치는 또한 캐릭터의 세 가지 다른 버전을 연기한다.[12][13] 하나는 맷 프랙션의 2011년 《디펜더스》 코믹스 시리즈에서 영감을 받은 의상을 입고, 영화 시작 부분에서 사망하는 스트레인지이다. 다른 하나는 일루미나티를 설립한 지구-838의 전직 소서러 슈프림, 마지막으로 멸망해가는 세계에서 다크홀드에 잠식된 채 제3의 눈을 개안한 시니스터 스트레인지이다.[14]
- 엘리자베스 올슨 (완다 막시모프 / 스칼렛 위치 역) :카오스 마법을 사용하고 텔레파시와 염력을 다루며, 현실을 조작할 수 있는 전직 어벤져스이다.[15][16]이 영화는 《완다비전》(2021년) 시리즈에서 제시된 완다가 가진 "비범한 능력의 소유권과 그녀의 삶에 대한 책임"을 그대로 이어받으며,[17] 그 일환으로 기존 MCU 영화에서 보인 미국화된 모습과 달리 소코비아 정체성에 더 충실한 억양을 사용한다.[6] 올슨은 영화에서 완다 배역이 이전 시리즈의 사건을 존중하기를 원했으며,[18] 《완다비전》의 모습을 반복하기보다 캐릭터를 발전시키도록 영화에 약간의 조정을 요청했다.[19] 그녀는 영화 속에서 완다가 "참으로 자유로워진" 새로운 면모를 보여준다고 생각하며 "가끔 남을 두렵게 하는 캐릭터 연기도 좋다"고 말했다.[20] 올슨은 지구-838의 다른 완다도 연기한다.[21][22]
- 추이텔 에지오포 (칼 모르도 역): 지구-838의 소서러 슈프림이자 일루미나티의 일원.[23] 첫 닥터 스트레인지 영화 후반부에 나온 것처럼 스트레인지의 적대자로 등장한다. 지구-616의 모르도는 스토리 진행상 속편에는 등장하지 않았다. 왈드론은 지구-838의 그에게 더 집중했다며, 지구-616 모르도는 "다른 날"을 위해 아껴두는 게 더 짜릿하겠다는 생각이 들었다고 설명했다.[24]
- 베네딕트 웡 (웡 역): 지구-616의 소서러 슈프림. 스트레인지의 멘토이자 친구.[25][26] 그의 배역이 스트레인지와 "어깨를 나란히 하는" 소서러 슈프림이 된다는 말을 듣고 기뻐한 베네딕트는[27] 웡의 충고를 무시한 결과와 맞닥뜨린 스트레인지의 내면 속 이성의 목소리로도 등장한다.[28] 영화 속 웡의 액션신이 많아져서, 촬영 전 전직 럭비 리그 선수 섀넌 헤가티에게 트레이닝을 받았다.[27]
- 소치 고메즈 (아메리카 차베즈 역): 차원의 문을 열어 다른 차원으로 이동할 수 있는 십대 소녀.[29][30] 유토피안 패러렐로 알려진 다른 우주에서 왔다.[22][30] 고메즈는 코믹스 캐릭터보다 어린 배역을 연기하면서도 본질적인 특성은 지키고 싶었다며,[30] 영화 속 여정은 캐릭터가 오랜 시간 혼자 있었던 것과 "자신의 특별한 힘으로부터 도망치는 것"부터 시작된다고 말했다. 차베즈는 영화가 끝날 때까지 자신의 능력을 포용하고 다른 사람들을 신뢰하는 법을 배워야 한다.[30][29]마블 스튜디오는 《대혼돈의 멀티버스》에 이 캐릭터를 넣기 전, 처음으로 선보일 다른 영화를 찾고 있었다.[29]
- 마이클 스툴바그 (니코데무스 웨스트 역): 외과의사이자 스트레인지의 전 동료.[31] 스툴바그는 지구-838의 또다른 웨스트를 연기하기로 되어 있었지만, 스케줄 문제로 (초기 버전의) 단 한 장면만 촬영할 수 있었다. 설정상 지구-838의 그는 일루미나티의 일원이었고, 완다에게 살해된 뒤 [마치 《쥬라기 공원》의 레이 아놀드 (새뮤얼 L. 잭슨)처럼] 자신의 머리를 찾으러 다니는 선역이었다.[24]
- 레이첼 맥아담스 (크리스틴 팔머 역): 스트레인지의 동료이자 연인이었던 응급외과 의사.[32]스트레인지가 그녀에게 여전히 감정이 있고 그 결정을 후회할 수도 있음에도 불구하고 뉴욕 생텀을 수호하고 팔머와 함께하지 않기로 한 《닥터 스트레인지》(2016)의 엔딩 이후,[33] 팔머는 다른 사람과 결혼한다.[21]맥아담스는 벡스터 재단 직원이자 지구-838 속 스트레인지의 전 애인인 다른 팔머도 연기한다.[21] 본작의 맥아담스는 "멀티버스 전문가"로 설정되어 전작에 비해 등장 비중도 높아졌다.[34][35] 원본에 비해 그녀는 지구-838 스트레인지의 타락으로 "더 많은 짐"을 짊어지고 있으나[34], 지구-616의 스트레인지와 만남으로써 그 우주의 팔머와 엮인 사랑 문제를 해결하도록 도운다.[36]

지구-838 일루미나티의 구성원으로는 패트릭 스튜어트가 연기한 20세기 폭스 《X-Men 영화 시리즈》 찰스 자비에/프로페서 X의 다른 버전, 헤일리 앳웰이 맡은 페기 카터/캡틴 카터 [애니메이션 시리즈 《왓 이프..?》(2021년)], 마리아 램보 / 캡틴 마블 [배우: 러샤나 린치, 《캡틴 마블》(2019년)의 것과는 다른 버전]; 블랙아가르 볼타곤 / 블랙 볼트 (배우:앤슨 마운트. 마블 ABC 텔레비전 시리즈 《인휴먼즈》(2017)의 다른 버전), 마지막으로 존 크러진스키가 연기한 리드 리차드 /미스터 판타스틱 (판타스틱 포의 멤버)이 있다.
줄리안 힐러드와 제트 클라인은 각각 《완다비전》에 등장한 완다의 아들 빌리와 토미의 지구-838 버전을 연기하고, 토포 레스니위로는 마스터 오브 미스틱 아츠인 하미르로 재등장한다. 실라 아팀은 마스터 오브 미스틱 아츠의 일원인 사라로 출연한다. 애덤 휴길은 카마르타지의 수련생이자 르바알에서 온 미노타우로스 같은 존재 린트라 역과코믹스의 생물 '슈마고라스'의 디자인을 따온 촉수 괴물 가르간토스 역을 맡았다. 로스 마퀀드는 지구-838에 나타나는 울트론 드론의 성우로 참여했다. (마퀀드는 《어벤져스: 에이지 오브 울트론》(2015년)에서 지구-616 울트론을 연기한 제임스 스페이더 대신 《왓 이프..?》의 울트론 성우로 활동했다.) 샤를리즈 테론은 쿠키 영상에서 클레아로 첫 등장하며,왈드론은 팔머의 결혼식에 게스트로 카메오로 출연한다. 샘 레이미 감독과 자주 협업하는 브루스 캠벨은 크레딧 후 2차 쿠키 영상에서, 피자 포파(Pizza Poppa)라는 지구-838 노점상으로 잠깐 등장한다. 그의 또다른 조력자 스콧 스피겔과 공동 제작자 리치 팔머는 작중 스트레인지가 시체에 빙의했을 때 나온 저주받은 악령으로 목소리 출연한다.

## 한국판 성우진
- 최한 - 닥터 스트레인지(베네딕트 컴버배치)
- 문남숙 - 완다 막시모프/스칼렛 위치(엘리자베스 올슨)
- 방성준 - 칼 모르도(치웨텔 에지오포)
- 손종환 - 웡(베네딕트 웡)
- 사문영 - 크리스틴 팔머(레이첼 맥아담스)
- 이주은 - 아메리카 차베즈(소치틀 고메즈)
- 김종성 - 프로페서 엑스(패트릭 스튜어트)
- 김가령 - 캡틴 카터(헤일리 앳웰)
- 천지선 - 캡틴 마블(라샤나 린치)
- 현경수 - 미스터 판타스틱(존 크래신스키)
- 정승욱 - 블랙 볼트(앤슨 마운트) / 피자볼 노점상(브루스 캠벨)
- 이선 - 클레아(샤를리즈 테론)
- 김혜성 - 웨스트(마이클 스털버그)
- 비주언 - 사라(실라 아팀)
- 최현수 - 린트라(애덤 휴질)
- 송준석 - 울트론(로스 마퀀드)
- 박준우 - 토미(제트 클라인)
- 이준서 - 빌리(줄리안 힐러드)

## 제작

### 기획
《닥터 스트레인지》(2016년)의 공동 작가인 C. 로버트 카길에 따르면 2016년 4월 마블 스튜디오가 그에게서 영화에 대한 몇 가지 초기 아이디어를 떠올렸고, 감독 스콧 데릭슨은 코믹스 캐릭터 닥터 스트레인지와 관련된 원작의 "기묘한 면모"을 지나치게 강조했다. 그러나 카길은 속편을 위해 아껴두라고 말했다. 데릭슨은 10월 속편 계획이 있다고 밝혔으며 캐릭터에 대한 애정을 표하며 시각적으로 발전할 가능성을 내비쳤다. 데릭슨은 첫 번째 영화를 두고 "빙산의 일각이다. 더 뻗어갈 수 있다"고 말했다. 그는 《다크 나이트》(2008년)를 본받아 "더 깊고 본능적인 경험"을 느끼게 할 빌런을 속편에 등장시키고 싶어했다. 주연 베네딕트 컴버배치는 최소 하나 이상의 닥터 스트레인지 영화 출연 계약에 서명했다. 릭슨은 빌런 나이트메어의 등장과, 첫 번째 영화에서 비중어 적었던 조나단 팽본, 하미르를 더 탐구하는 데 관심을 표명했다. 그는 《어벤져스: 인피니티 워》(2018년) 및 《어벤져스: 엔드게임》(2019년)의 공동 감독인 조 루소, 마블 스튜디오 사장 케빈 파이기와 긴밀한 관계를 맺어, 《어벤져스》 영화에서 스트레인지가 어떻게 등장할지 "줄곧 보고받았다"고 설명했다. 《닥터 스트레인지》의 공동 작가인 존 스페이츠는 캐릭터 클레아를 속편에서 보고 싶다고 말했다. 2017년 4월, 데릭슨은 TV 시리즈 《로크 앤 키》 계약이 끝난 후 작업을 시작하여, 속편으로 돌아온다고 보도되었다.

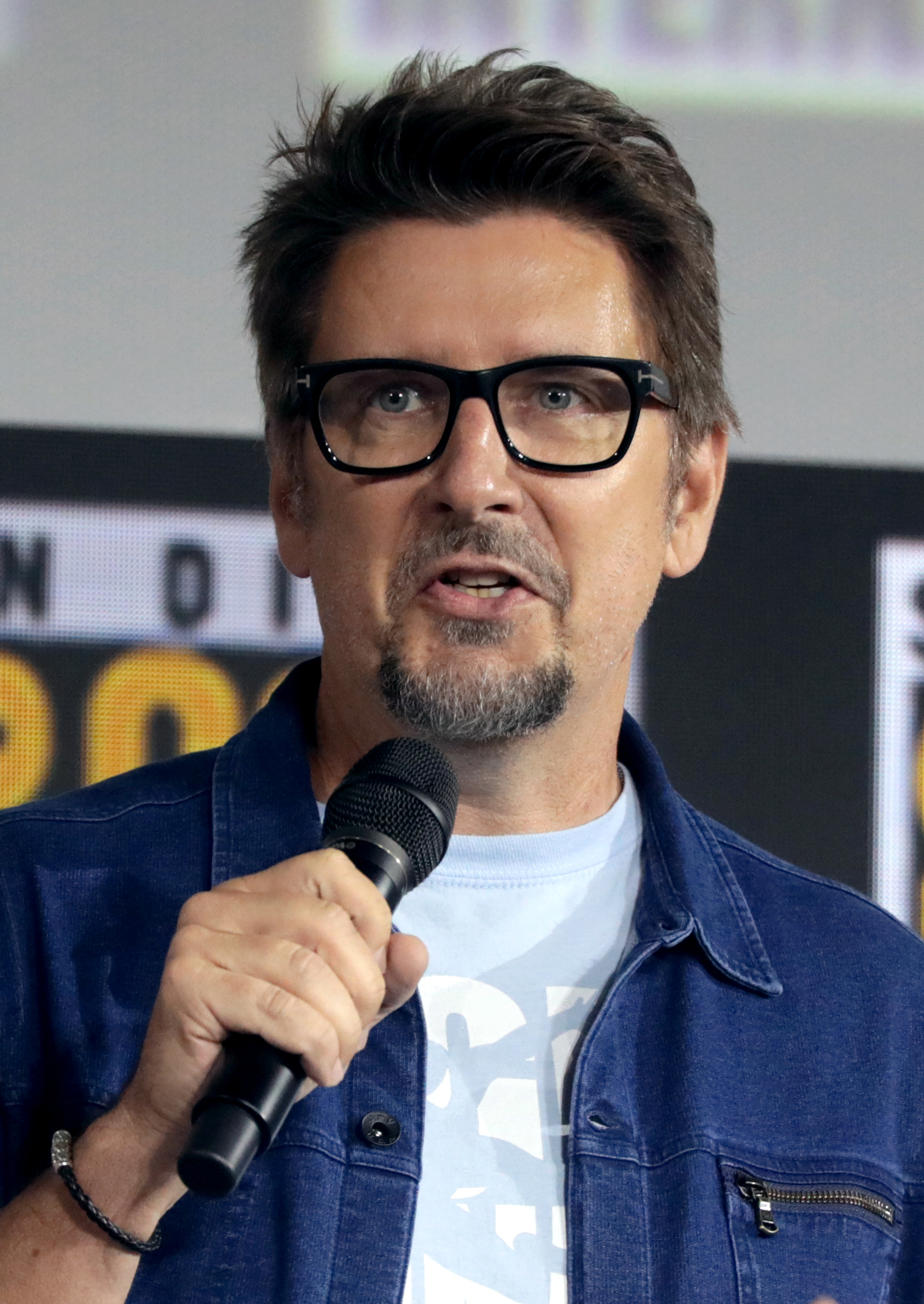
2019 샌디에이고 코믹콘에서 영화를 발표하는 원 감독 스콧 데릭슨

2018년 12월까지 데릭슨은 속편 감독 계약 조용히 마무리했고, 컴버배치, 베네딕트 웡 및 레이첼 맥아담스가 각각의 배역인 닥터 스티븐 스트레인지, 웡 및 크리스틴 팔머를 다시 맡기로 했다. 마블은 각본가를 찾기 시작했다. 《더 할리우드 리포터》는 2020년 초에 촬영을 시작하고 2021년 5월 개봉 예정인 시나리오가 2019년 내내 작성될 것이라고 밝혔다. 파이기와 데릭슨은 2019년 7월 샌디에이고 코믹콘에서 속편을 공식 발표했으며, 제목은 《닥터 스트레인지: 대혼돈의 멀티버스》 임을 밝히고 개봉일은 2021년 5월 7일로 확정했다. D데릭슨은 속편이 마블 시네마틱 유니버스의 첫 공포 영화가 되기를 원하며 첫 번째 작품보다 코믹스의 고딕 및 공포 요소를 더 많이 탐구하기를 바랐다. 마블 스튜디오의 제작 및 개발 매니저인 리치 팔머는"광기라는 단어의 각 정의"와 "가장 무서운 괴물은 우리 안에 있다"는 발상을 탐구하기 위해 멀티버스를 사용할 것이라고 설명했다. 페이기는 Disney+ 시리즈 《완다비전》(2021)이 본작의 배경을 직접 설정하고, 엘리자베스 올슨은 《완다비전》 시리즈의 완다 막시모프/스칼렛 위치 역을 그대로 이어받을 것이라고 공개했다.또한, 멀티 버스 개념은 《로키》의 첫 시즌 (2021년)에서 이미 MCU에 도입되었으며, 본작 개봉 몇 달 전에 상영되어 컴버배치가 스트레인지 역으로 재등장한 영화 《스파이더맨: 노 웨이 홈》에서도 활용되었다. 《로키》의 첫 번째 시즌 마지막 화가 공개된 후 톰 히들스턴이 《대혼돈의 멀티버스》에서 로키 역으로 출연한다는 보도가 있었으나 결국 나타나지 않았다.
2019년 10월 "신진 시나리오 작가"인 제이드 할리 바틀렛이 속편의 시나리오 작가로 고용되었다.12월 파이기는 멀티버스를 "MCU 진화의 다음 단계"라고 설명했으며, 본작이 디즈니+ 시리즈와 마블 스튜디오의 페이즈 4 영화에 영향을 줌으로써 "틀을 크게 뒤엎을" 것이라고 말했다.같은 달 말 그는 코믹콘 발표 이후 일부 보고서에서 설명했듯이 속편은 공포 영화가 아니지만 "무서운 시퀀스가 있는 대형 MCU 영화"가 될 것이라고 밝혔다. 페이기는 이 시퀀스를 레이더스 (1981년), 인디아나 존스: 미궁의 사원 (1984년), 그렘린 (1984년) 및 폴터가이스트 (1982년)와 비교했으며 데릭슨의 공포 영화 제작 경험을 대며 그는 "진정한 두려움"을 잘 알고 있다고 말했다. 페이기는 마블 스튜디오가 한동안 MCU 영화에 활용할 방법을 찾던 캐릭터를 포함한 놀라운 새 등장인물들이 본작에서 소개될 것이라고도 밝혔다. 이 중 하나는 멀티버스 관련 능력이 있는 아메리카 차베즈로 밝혀졌다. 차베즈의 공동 제작자 조 케이시는 마블 코믹스가 제안한 보상금 (그에 따르면 "푼돈")을 거부한 후 영화 내 캐릭터 등장에 대한 돈을 받지 못했다.

### 사전 제작
2020년 1월, 마블 스튜디오와 데릭슨은 작품 방향성의 차이로 인해 더 이상 영화를 감독하지 않을 것이라고 발표했다. 양측 모두 별도의 성명을 내고, 지금까지의 협력에 감사하며 데릭슨은 영화의 총괄 프로듀서로 남을 것이라고 말했다. 2020년 5월로 예정된 촬영이 이것으로 지연될 것으로는 예상되지 않았다. 카길은 자신과 데릭슨이 마블이 원하는 것과 다른 방향으로 이야기를 구상했으며, 두 사람이 아직 각본 초안을 작성하지 않았기에 최종 판본에는 그들의 작업물이 반영되지 않을 것이라고 설명했다. 데릭슨은 영화를 떠나는 것이 어려운 결정이었지만 자신이 만들고 싶었던 것과는 다른 영화에 대해 타협하고 싶지 않았다고 말했다. 그가 원했던 또 다른 영화인 《블랙폰》(2022년) 제작을 더 빨리 할 수 있다는 점은 하차 결정을 더 쉽게 만들었다. 컴버배치는 감독 변경에 대해 사전에 상의받지 못했고, 이후에 들은 뒤 슬프지만 그는 결정과 처리 방식을 존중한다고 말했다.일부 보도에 따르면 데릭슨은 A24의 영화 《마녀》(2015년)나 《유전》(2018년)과 비슷한 '거침 없는 기괴하고 섬뜩하고 무서운 영화'를 만들고 싶었으나 마블 스튜디오는 이를 원하지 않아 하차했다. 그러나 페이기는 이를 부인하고 스튜디오는 그 아이디어가 좋았다고 말했다. 그는 데릭슨이 떠났어도 본작의 제작 의도는 MCU의 "훨씬 더 섬뜩한 면"으로 안내하는 것이며, 그들은 멀티버스의 "마음을 뒤흔드는 무서운 면"을 탐구하고 싶어한다고 설명했다.

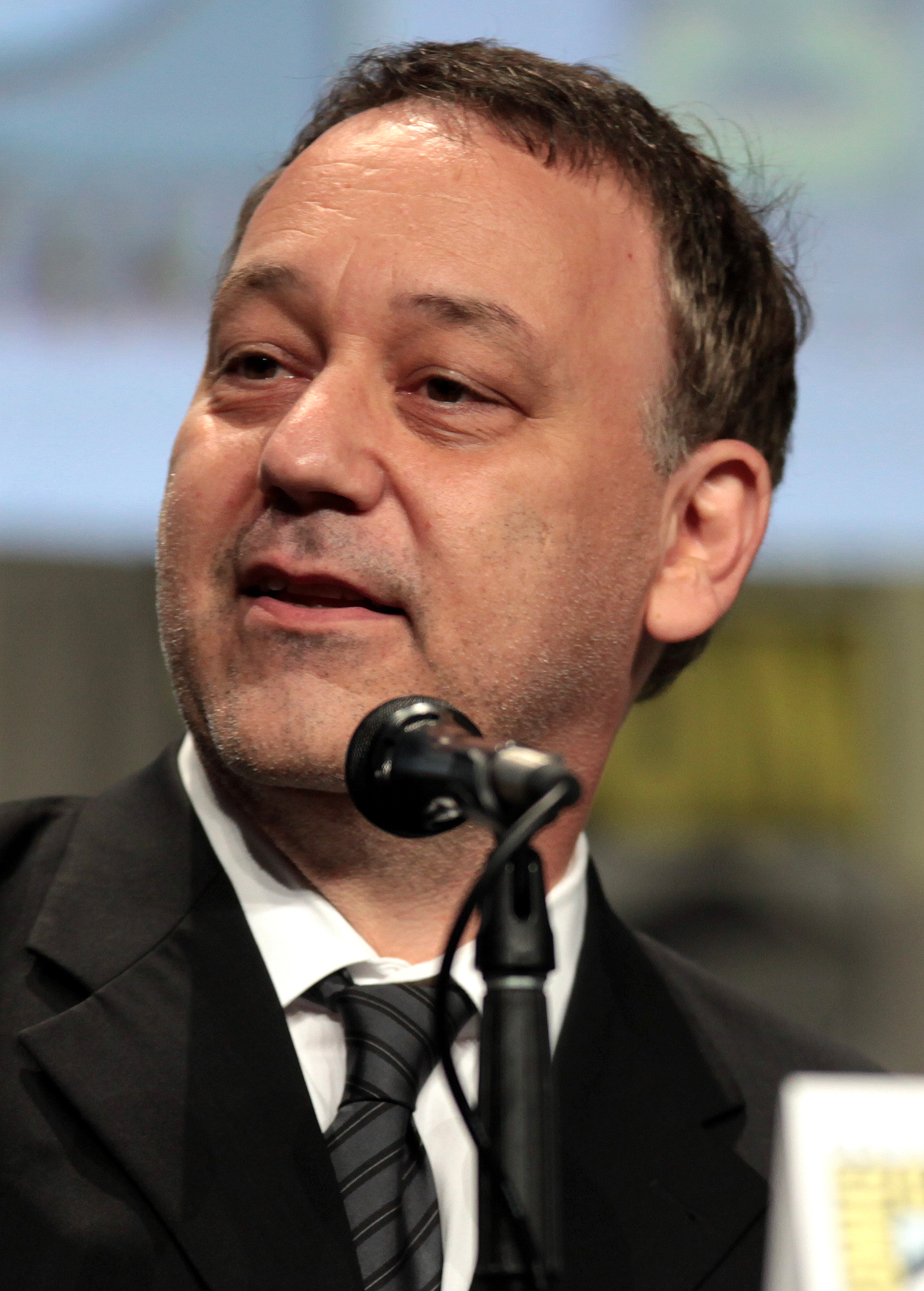
사전 제작 과정에서 감독을 맡은 샘 레이미

샘 레이미는 2월 초까지 감독직 인수인계 협상에 들어갔다. 그 당시 추이텔 에지오포는 칼 모르도 역을 다시 맡고 맥아담스는 더 이상 출연하지 않을 것으로 예상되었으며, 《로키》의 수석 작가 마이클 왈드론이 영화 대본을 다시 작성하기로 했다.레이미는 몇 주 후 영화 감독직에 서명했다. 그는 《스파이더맨 3》(2007년)에서 엇갈린 비평을 받은 이후 다른 마블 슈퍼히어로 영화에서 감독하기를 꺼려했고, 그 장르에서는 휴식이 필요하다고 느꼈다. 그러나 그는 제의를 수락했다. 제작 중인 영화에 즉시 전력으로 투입된다는 도전과, 그가 닥터 스트레인지 캐릭터와 데릭슨이 촬영한 첫 닥터 스트레인지 영화의 팬이어서였다.레이미는 이전 영화인 《오즈 그레이트 앤드 파워풀》(2013년) 이후 대규모 자본이 투입된 영화 제작 환경이 어떻게 변했는지 궁금했고, 영화의 기존 MCU 스토리와 캐릭터에 익숙해져야 했다. 왈드론은 데릭슨과 바틀렛의 작품을 바탕으로 한 새로운 대본 초안을 쓰는 데 3주가 걸렸다. 그는 이것이 "거의 불가능"하다고 말했고, 레이미는 2020년 5월 제작 시작일을 맞추어야 한다는 "조급함과 패닉"을 느꼈다. 코로나19 범유행은 처음 3주 동안 영화 제작에 영향을 미쳤고 사전 제작은 원격으로 이루어지기 시작했다. 2020년 5월 촬영 예정이 잡혀있었으나, 디즈니가 팬데믹으로 인해 페이즈 4 영화 일정을 연기했고, 《대혼돈의 멀티버스》 개봉일도 2021년 11월 5일로 미루어졌다. 레이미는 이 지연에 안도했다. 이로써 그와 왈드론은 적당한 시간에 처음부터 대본을 쓰기 시작하고, 영화를 그들 자신의 것으로 만들 수 있게 되었다.
왈드론 레이미의 스파이더맨 영화 (2002–2007)를 보며 감독의 강점을 식별하고 그에 대한 글을 쓸 수 있었다.왈드론은 《대혼돈의 멀티버스》를 레이미의 "대형 슈퍼히어로 영화" 복귀작이라 묘사하며, 샘 레이미 영화의 모든 면이 반영될 것이라 말했다. 그러면서 레이미가 좋은 실적을 보인 "조금 공포스러운 방향"도 그 중 하나라고 덧붙였다. 팔머는 왈드론이 《로키》에서 다중 우주를 도입하여 마블 스튜디오는 관객들에게 개념을 다시 설명할 필요 없이 "좋은 이야기를 전달하는 단계로 건너뛸 수 있었고" "SF 개념에 생동감을" 불어넣는 데 도움이 되었다고 말했다. 왈드론이 《릭 앤 모티》 시리즈를 집필하면서 얻은 경험은, 그가 "커다란 공상과학적 개념을 지루한 세부 사항에 얽매이지 않고, 청중이 이해하고 즐길 수 있도록 소개"하는 데 도움이 되었다. 왈드론은 멀티버스로 영화의 범위와 분량을 확장하는 것보다, 그것을 각자의 방식으로 사용할 수 있는 이야기의 "감정적 핵심"로 보았다. 멀티버스를 통해 "가상 시나리오"나 인물의 다른 버전과 같이 영화의 주인공을 성찰하거나, 인물의 대체물을 통해 좋고 나쁜 선택지가 있었음을 탐구한다는 것이다. 왈드론은 《닥터 스트레인지》를 여러 번 보았고, 원작에서 스트레인지의 이야기를 이해하기 위해 자신이 그 영화의 "학생"이 되었다고 말했다. 또한 다른 MCU 영화를 거치며 캐릭터가 어떻게 발전했는지 살펴보았고, 레이미는 왈드론의 상상력과 마블 역사 지식이 각본에 보탬이 되었다고 호평했다. 크리에이티브 팀은 애니메이션 시리즈 《왓 이프..?》의 초기 제작 작업도 참관했다. 그 시리즈에서 스트레인지가 어떻게 묘사되었는지 알기 위해서였다.
월드론은 막시모프를 "가장 큰 총알"이라고 묘사했으며, 그녀는 만화에서 그랬던 것처럼 MCU에서 악당이 될 운명이었다고 말했다. 특히 《완다비전》의 후반부에서 "'그녀의 가족은 진짜가 아니다'라는 사실이 밝혀진 이후 "다크홀드를 얻고... 저편에 그녀의 진짜 아이들이 존재한다는 사실을 알게 됩니다. '저주받은 책'이 당신의 귓가에 아이들이 저편에 있고 데려올 수 있다고 속삭인다면, 끔찍한 짓을 하게 만들 수도 있겠죠." 완다가 영화 후반부에서 악당이 된다면, 또 다른 프로젝트가 그녀를 악역으로 사용할 "재미"가 생길 것을 알고 있었다. 그는 또한 정복자 캉과 같은 다른 멀티버스 관련 악당을 추가함으로써 영화가 "오버"하는 건 피하고 싶어했다. 그렇게 되면 "주인공도 진정한 악당도 못 되는 바람 빠진 완다"가 나올 것이라고 느꼈다.올슨은 자신이 그저 "찬조 출연"일 것이라 생각해서 악역 연기를 망설였지만, 《완다비전》과 《대혼돈의 멀티버스》의 조합은 TV 시리즈의 가련한 캐릭터 연기를 본 관객이 영화를 관람하며 상반된 감정을 느끼게끔 할 기회를 주었다고 생각하게 되었다. 왈드론은 막시모프의 이야기가 시리즈의 연속이라는 점을 확실히 하기 위해, 올슨, 《완다비전》의 수석 작가 잭 셰퍼와 긴밀히 협업했다. 레이미도 영화가 그녀의 캐릭터에 맞는 "적절한 이야기 흐름과 캐릭터 성장 동력"을 유지하도록 하기 위해 시리즈를 연구했다.올슨에게는 이 영화가 《완다비전》의 반복이 아닌 캐릭터의 진화라는 점이 중요했다. 올슨은 시리즈와 너무 비슷하다고 생각하는 장면을 피하기 위해 대본에 몇 가지 조정을 요청했다. 이 영화에서 막시모프의 수많은 살인을 정당화하기 위해, 올슨은 시리즈에서 그녀의 아이들을 잃은 후 그녀의 말을 듣지 않고 되려 가로막는 사람들에 대한 캐릭터의 관점에 초점을 맞췄다.
《완다비전》의 컴버배치 출연 계획이 기획 후반부에 엎어지자, 《대혼돈의 멀티버스》 대본을 다시 작성해야 했다. 페이기는 이를 "매우 헌신적인 조정과 혼돈의 멋진 조합"으로 묘사했다. 이때 영화에서 스트레인지와 막시모프가 만나는 방식 등 여러 사항이 바뀌었다. 《대혼돈의 멀티버스》의 이야기는 여전히 《완다비전》이 사전에 설정하지만, 이 영화는 시리즈를 보지 않은 관객들도 이해할 수 있도록 기획되었다. 다크홀드의 외양이 일관성있게 보이도록, 영화의 소품부는 《완다비전》에 사용된 소품을 디자인한 다음 영화에 재사용했다. 그의 첫 번째 초안을 쓰는 동안 왈드론은 알려진 마블 캐릭터의 대체 우주 버전을 도입함으로써 영화가 "멀티버스에서 혼미해지고 광기를 마주하도록" 해야 한다고 느꼈다. 이 발상은 코믹스의 비밀 결사인 일루미나티 도입으로 이어졌다. 왈드론은 대본의 스릴러 느낌을 주려고 영화 《에이리언 2》(1986)를 보고 있었고, 영화 후반부에 에일리언을 공포스러운 악당으로 보이기 위해 "양아치" 스페이스 마린들이 그들에게 어떻게 "그냥 도륙되는지" 즐겼다. 그는 팬들이 보고 싶어하는 캐릭터들을 일루미나티로 모아 등장시키고, 완다가 그들을 모두 죽이도록 함으로써 저 영화와 비슷한 장면을 연출하고 싶어했다. 영화 후반부에 스트레인지가 시체를 조종한다는 아이디어는 그가 다른 우주의 완다를 만나는 방법을 토의하던 중 왈드론과 팔머가 고안한 것이다. 영화 초반부에 이미 다른 스트레인지의 시체가 등장했다. 처음에 레이미는 이전 좀비 영화에서 반복했던 좀비 시퀀스는 피하고 싶어했으나, 이후 그와 페이기, 컴버배치는 이 아이디어에 대해 모두 흥분했다.
2020년 4월 말, 소니 픽처스가 《스파이더맨: 노 웨이 홈》의 배봉일을 2021년 11월로 변경하면서, 본작의 일정도 다시 2022년 3월 25일로 변경되었다. 그때까지 월드론은 《노 웨이 홈》 이전에 《대혼돈의 멀티버스》가 개봉될 것으로 예상하며 대본을 쓰고 있었다. 그는 노웨이 홈 작가 크리스 매케나, 에릭 소머스와 집필 중 접촉했고, 발매일 변경 후 그들은 각자의 대본을 조정하여 《대혼돈의 멀티버스》가 "멀티버스의 뚜껑을 여는" 대신, "《노 웨이 홈》 with 스트레인지"에서 먼저 선보이기로 했다. 이 변경으로 대본의 나머지 부분은 "강타"를 받았다. 본래 아메리카 차베즈는 《노 웨이 홈》에서 첫 등장할 계획이었다. 레이미는 대본상 《노 웨이 홈》에서 다른 우주의 캐릭터들이 MCU에 들어가는 것을 보고, 《대혼돈의 멀티버스》는 MCU의 캐릭터들이 멀티버스에 들어가 다른 우주를 탐험하는 모습을 담고 있었다고 언급했다. 에지오포는 6월에 참여를 확언했고, 10월에는 소치 고메즈가 합류했다. 컴버배치는 그 달 런던에서 11월 초까지 촬영을 시작할 것이라고 밝혔다. 제작 과정은 영국의 코로나19 확산으로 2020년 11월 5일부터 12월 2일까지 이뤄진 봉쇄 조치에 영향을 받지 않았다.

### 촬영
본 촬영은 2020년 11월 런던에서 "스텔라 볼텍스"라는 가제목으로 시작되었다.2020년 5월 첫 촬영 예정일은 코로나19 대유행으로 인해 연기되었다. 올슨은 11월 25일까지 그녀의 장면을 촬영했으며 《완다비전》과 연속해서 작업했다.그녀는 시리즈에서 MCU 영화 주연으로 다시 전환하는 것이 이상하다고 생각했다. 12월 초, 서리 주 롱크로스에 있는 롱크로스 스튜디오에서 촬영이 진행되고 있었다. 여기에는 프로덕션 디자이너 찰리 우드가 지은 생텀 생토럼 세트장과 여러 뉴욕시 블록이 있었다 맥아담스는 페이기가 에지오포, 웡 및 고메즈와 함께 12월 10일에 그녀의 참여를 공식적으로 확언하기 직전, 팔머로 복귀하는 데 서명했다. 페이기는 고메즈가 아메리카 차베즈를 연기할 것이라고 밝혔다. 컴버배치는 《노 웨이 홈》를 마친 후 본작 촬영에 들어갔다. 그는 이전 MCU 영화보다 이번 작품이 더 협조적이었다며 "그냥 올라탄 느낌"이라고 말했다.
올슨, 컴버배치, 웡 등 많은 배우들은 레이미와 같이 작업하게 되어 흥분했다. 감독은 영화 중 이야기하는 장면에서 "입체 영상"이 많이 쓰였던 이유로 카메라와 원근법 등 자신이 선호하는 카메라 기법을 활용해 관객들에게 불안감을 조성할 수 있었기 때문이라고 말했다. 촬영 감독으로 역임한 존 매티슨은 파나비전 DXL2 IMAX-certified 카메라로 영화를 찍었다. 레이미는 즉흥 연기를 장려했다. 그는 캐릭터에 대한 이해도 덕에 배우들이 배역 간 상호 작용에 적응할 수 있었고, 장면 촬영 시작 전 대본이 자주 교체되었다고 설명했다. 촬영 초반 영화의 결말은 여전히 "붕 떠 있었고", 컴버배치는 등장인물들의 모든 이야기를 하나로 묶을 수 있는 방안을 결정하는 데 시간이 좀 걸렸다고 말했다. 월드론은 영화에서 일어나는 모든 "엿같은 것" 다음에 오는 결말이 너무 행복하다고 느꼈고, 다른 자신의 시체를 조작하는 것 등 스트레인지가 벌인 행동이 안 좋은 결과를 초래할 것을 보여주고 싶었다고 설명했다. 이는 첫 영화에서 모르도가 한 경고와도 연관된다. ("대가를 반드시 치르게 될 거야") 이 발상은 스트레인지의 이마에 제3의 눈이 개안하는 엔딩 장면의 추가로 이어졌고, 왈드론은 공포 영화 결말부에서 보이는 일종의 반전이라고 느꼈다. 올슨은 자신들이 "호러쇼 분위기"를 연출할 것이라며 "끊임없는 두려움" 등 호러 장르의 면모를 들며 레이미의 영화 《이블 데드》와 비교했다. 그녀는 본작을 "번들거리는 《인디아나 존스》 영화 그 이상"이라 느꼈고, 그보다는 어두운 영화일 것이라 말했다. 그리고 레이미는 "가장 무서운 마블 영화"이자되도록 "관객들이 긴장에 떨 만한" 영화를 만들려 한다고도 말했다.
12월 말 영국의 코로나19 급증세로 다시 제한이 심해지기 전, 올슨은 3주간 촬영에 참여했다. 2021년 1월 6일 영국은 다시 봉쇄를 선언했다. 2021년 초 촬영이 재개되었고, 컴버배치는 가짜 양성 반응을 보인 제작진과 긴밀히 접촉한 후 촬영을 잠시 중단해야 했다. 3월 중순, 컴버배치는 제작 중반 단계라고 말했고, 그때까지 에지오포는 런던에서 자신의 등장분을 촬영하고 있었다. 촬영은 3월 25일 한주 동안 리치먼드 공원의 브룸필드 힐 주차장에서 이루어졌다. 4월 몇주간 런던 중심부의 프리메이슨 교회에서 촬영이 있었다.4월 15일, 페이기는 자신들의 촬영 마지막 주라며, 그날부터 4월 17일까지 서머싯주의 버로우 힐 사이더 농장에서 영화를 찍었다. 《완다비전》에서 각각 완다의 아들인 토미와 빌리를 연기한 제트 클라인과 줄리안 힐러드는 농장 세트장에 있었던 것으로 알려졌으며, 2022년 4월 영화에 출연하는 것으로 확인되었다.

### 후반 작업
밥 머로우스키와 티아 놀란은 이 영화의 편집자로 일했다 2021년 9월 중순 일부 추가 촬영이 완료되었고, 올슨과 웡의 작업도 끝났다. 영화 개봉일은 2022년 5월 6일로 다시 미뤄졌다. 그 달 말, 컴버배치는 추가 촬영 진행 중이라고 말했고, 11월과 12월 재촬영 일정이 잡혔다. 로스앤젤레스에서 최소 6주 동안 이뤄질 계획이었다. 《더 할리우드 리포터》는 "중요한" 촬영이라며, 초기 촬영 중 코로나 관련하여 지체된 사항과 배우들의 운신 문제 등으로 인해 완료하지 못한 장면에 2주가 더 할애된다고 말했다. 컴버배치는 이미 촬영된 분량의 조정과 "물류, 코로나 등으로 인해 (본 촬영 기간 동안) 도저히 할 수 없었던" 부분들"을 재촬영하고 있다고 밝혔다. 《더 할리우드 리포터》는 이후, 《노 웨이 홈》과 드라마 《로키》의 첫 시즌과 비슷하게, 재촬영으로 더 많은 카메오 출연과 기존 캐릭터의 변형을 추가함으로써 영화가 "멀티버스와 더 많은 재미"를 넣을 수 있게 되었다고 보도했다. 이 영화의 예고편은 12월 말에 공개되었고, 마이클 스툴바그는 《닥터 스트레인지》에서 나왔던 니코데무스 웨스트로 다시 등장한다는 것이 확인되었다. 여기에는 컴버배치가 연기하는 다른 스트레인지들도 등장했다. 재촬영은 12월 13일 끝났다고 보도되었으나 2022년 1월까지 계속되었다. 이는 1월 8일에 종료되었다.레이미는 이달 말까지 테스트 관객들에게 보여질 영화의 장면을 배치했으며, 테스트 상영에서 설명이나 개선이 필요하다고 판단될 경우 더 재촬영할 가능성이 있다고 말했다.; 컴버배치는 런던에서 3월 13일까지 재촬영했다.
X-Men 영화 시리즈에서 찰스 자비에/프로페서 X를 연기한 패트릭 스튜어트는 2022년 2월 전체 예고편이 공개되면서 알려지지 않은 역할로 출연하는 것으로 밝혀졌다. 스튜어트는 이전부터 추측되어 왔던 자비에 역으로 다시 등장할 것으로 여겨졌다. 동시 공개된 영화 포스터에서는 《왓 이프...?》의 등장인물 캡틴 카터의 등장도 예고되었다. 스튜어트는 처음 영화 출연을 부인했으나, 이후 인정했다. 예고편으로 토포 레스니위로가 《닥터 스트레인지》의 마스터 오브 미스틱 아츠인 하미르로 재등장한다는 사실도 밝혀졌다. 코믹스에서 등장하는, 닥터 스트레인지의 유명한 크리처 빌런 슈마고라스는 가르간토스라는 이름으로 등장한다. "슈마고라스"라는 이름의 권리가 히로익 시그니처에 있기 때문이다. 우주적 존재 리빙 트리뷰널도 짧게 등장한다. 파머는 스튜어트의 참여와 일루미나티가 영화에 등장할 것이라는 트레일러에 근거한 추측에 대해 언급하면서, 복귀 배우들이 반드시 이전에 본 캐릭터들을 묘사하는 것은 아닐 것이며, 마블 스튜디오가 일루미나티를 소개한다면 "더 MCU적인" 버전일 것이라고 말했다.
일루미나티의 등장은 3월 공식화되었다. 구성원들은 전작 캐릭터의 다른 버전이라고 설명되었다. 스튜어트는 다른 자비에를 연기하며 《엑스맨: 데이즈 오브 퓨처 패스트》(2014년)의 대화선이나 애니메이션 《엑스맨》(1992년~1997년)의 요소를 일부 사용한다.《왓 이프...?》에서 캡틴 카터 성우로 나온 헤일리 앳웰도 등장한다. 러샤나 린치는 《캡틴 마블》(2019)에 나온 것과 다른 마리아 램보/캡틴 마블을 연기한다. 앤슨 마운트는 마블의 ABC TV 시리즈 인휴먼즈 (2017년)의 배역 블랙아가르 볼타곤/블랙 볼트의 다른 버전으로 등장한다. 또한 판타스틱 포의 멤버 리드 리차드 / 미스터 판타스틱을 연기하는 존 크러진스키도 있다 크러진스키는 이전부터 자주 출연 물망에 올랐으며, 특히 MCU의 《판타스틱 포》 발표 이후 더욱 인기를 얻었다. 왈드론은 일루미나티의 최종 구성원이 그의 첫 초안에 있는 것과 유사하지만, 페이기의 일부 제안을 반영했다고 말했다. 왈드론은 나모르를 추가하려고도 했으나 마블에서는 그를 위한 다른 계획을 구상중이었다. 루머 중에는 《아이언맨》 (2008년)에서 주연을 맡은 로버트 다우니 주니어 대신 톰 크루즈가 아이언맨으로 등장한다는 것도 있었다. 왈드론은 이 발상이 흥미를 표했으나, 톰 크루즈는 《미션 임파서블 7》의 1부(2023년)와 2부(2024년) 촬영으로 불가능했다. 또다른 등장 캐릭터는 샤를리즈 테론이 맡은 클레아이다. 왈드론은 그녀를 영화에 출연시키고 싶었지만, 먼저 크리스틴 팔머와 스트레인지의 관계를 해결해야 한다고 생각했기에 쿠키 영상으로 양보했고, 그녀를 향후 새로운 사랑의 대상으로 설정했다고 말했다.

## 음악
《닥터 스트레인지》의 작곡가 마이클 지아키노는 2019년 10월 감독 데릭슨과 함께 속편으로 돌아오기로 되어 있었다. 레이미가 인수한 후 대니 엘프먼이 작곡가로 변경되었다. 엘프먼은 이전에 다크맨 (1990년), 심플 플랜 (1998년), 스파이더맨 (2002년), 스파이더맨 2 (2004년) 및 오즈 그레이트 앤드 파워풀 (2013년)에서 레이미와 함께 작업했다. 엘프먼은 지아키노가 앨런 실베스트리의 《어벤져스》 (2012년) 테마곡을 《어벤져스: 에이지 오브 울트론》 (2015년)에서 사용한 것과 비슷하게, 그의 《닥터 스트레인지》 테마를 참조할 것이라고 말했다. 2021년 2월까지 엘프먼은 촬영에 사용할 음악 작업은 시작했지만, 몇 달 동안 실제 속편 영화에 넣을 것은 만들지 않았다. 2022년 1월, 엘프먼은 런던의 애비 로드 스튜디오의 오케스트라 지휘 등 작업을 자주 협업하는 스티브 바텍과 줌을 통한 화상 회의를 거쳐 영화 음악을 끝마치는 중이라고 밝혔다. 지아키노의 《닥터 스트레인지》 테마 외에도, 다른 영화 음악으로는 로버트 로페즈와 크리스틴 앤더슨-로페즈 가 작곡한 《완다비전》 주제곡, 론 웨저맨의 1990년대 엑스맨 애니메이션 시리즈 메인 테마곡, 실베스트리의 《캡틴 아메리카: 퍼스트 어벤저》 (2011년)의 〈Captain America March〉가 있다. 엘프먼의 사운드트랙 앨범이 5월 4일에 발매되었다.

## 마케팅
영화의 티저 예고편은 《스파이더맨: 노 웨이 홈》의 엔딩 크레딧 후 쿠키 영상으로 등장했고, 2021년 12월 22일 온라인 공개되었다. 《TVLine》의 맷 웨브 미토비치는 "신나고 스릴 넘치는 예고편"이라며 엔딩 장면에서 등장한 또다른 스트레인지에 주목했다. 그는 이것이 《왓 이프...?》에서 소개된 닥터 스트레인지 슈프림이라고 생각했다. 《Inverse》의 알렉스 웰치는 "마블 팬들을 황홀하게 만들 공개와 재미있는 순간으로 가득 찬 적절한 사이키델릭 티저"라면서, 이 영화가 《노 웨이 홈》, 《완다비전》, 《로키》 첫 시즌과 《왓 이프...?》에 "연결되어 있는 여러 가닥의 실마리"를 하나로 묶을 것이라 추측했다. 알렉스 잘벤은 《디사이더》 기고문에서 이 영화가 《왓 이프...?》의 "직접적인 결과"이며 "마블 팬들이 원래 깨달은 것보다 애니메이션 시리즈를 훨씬 더 중요하게 만든다"고 믿었다. 《사이파이 와이어》의 제임스 그리비는 "예고편 전체에 매우 불길한 기운이 감돌았다"고 말했다. 《Ringer》의 다니엘 친은 예고편에 "기괴한 이미지"가 있으며, "호러 요소를 엮음으로써 다른 마블 프로젝트와 훨씬 더 구별될 것으로 예상된다"는 소감을 남겼다. 그리고 왜 본작에 멀티버스를 처음으로 도입할 필요 없이 더 자세히 탐색할 수 있었는지 언급했다. 또한 "Disney+ 시리즈의 기존 스토리 라인과 대형 스크린의 이야기를 혼합시키려는 최초의 시도"가 어떻게 될 것인지도 다루었다. 그는 이 영화를 "페이즈 4의 첫 메인 크로스오버 이벤트"라고 생각했다. 또한 12월에는 본작을 기반으로 한 마블 레전드 피규어가 공개되면서 상품이 발매되기 시작했다.
2022년 2월 13일 제56회 슈퍼볼에서 티저 영상이 방송되었고, 예고편 전체가 온라인에 공개되었다. 《기즈모도》의 저스틴 카터는 예고편이 공포 요소를 더 첨가하면서 다른 차원에 대한 첫 번째 영화의 "시각적 환각"을 어떻게 풀어갔는지 강조했으며, 짧게 등장한 아메리카 차베즈에 환호했다. 그의 동료인 저메인 루시어는 예고편을 티저와 비교하며 "날것의 공개 사항과 이미지의 지분을 대폭 늘렸다"는 소감을 남겼다. 《엔터테인먼트 위클리》의 데반 코건 예고편이 "몽롱하다"고 느끼며 "레이미의 상징적인 공포 영화와 공통점이 더 많은 것 같다"고 덧붙였다. 《더 버지》의 찰스 펄리암무어는 예고편이 티저보다 영화의 줄거리를 더 잘 전달했으며, 본작은 《완다비전》과 《로키》에서 벌어진 "분쟁의 큰 그림 중 최고조"가 될 것이라고 느꼈다고 말했다. 많은 평론가들은 패트릭 스튜어트가 트레일러에 참여했다는 사실과 다시 찰스 자비에/프로페서 X 역할을 할 수 있다는 가능성에 주목하여, 《대혼돈의 멀티버스》가 일루미나티의 MCU 버전을 소개할 것이라고 내다봤다. RelishMix는 예고편이 페이스북, 트위터, 유튜브 및 인스타그램에서 24시간 동안 9,312만 건의 조회수를 기록했다고 보도했다. 그들의 통계에 따르면 슈퍼볼 기간 동안 방송된 예고편 중 최고치였다. 디즈니는 트위터, 페이스북, 인스타그램, 유튜브, 틱톡, 스냅챗, 구글 검색에서 1억 4,300만 회의 온라인 조회수와 5,500만 회의 방송 조회수를 보고되었다고 밝혔다.
이 영화를 원작으로 한 펀코팝스가 2022년 3월 공개됐다. 4월에 프록터 앤드 갬블은 웡과 공중부양 망토가 등장하는 영화와 Tide 세탁 세제 홍보 광고를 선보였다. 그 달 말, 디즈니는 시네마콘에서 영화의 오프닝 시퀀스를 선보였다. 본작에서 영감을 받은 맞춤형 콘솔 키트와 컨트롤러를 제작한 G Fuel 및 엑스박스와 콜라보했으며, 영화에는 예거 르쿨트르 시계도 등장했다. 또한 일본 도시 경관 개발업체인 모리 빌딩과 제휴하여 카페와 메뉴를 닥터 스트레인지 테마로 전환하여 영화를 홍보했다. 그리고 아시아 태평양 지역의 캐딜락, Maybank, Shell US, EMAC 지역의 샤오미 및 T-모바일 등과 추가 파트너십 계약을 맺었다. 《마블 스튜디오: 레전드》 시리즈의 3개 에피소드가 4월 29일에 공개되어 이전 MCU 출연 장면을 사용하여 닥터 스트레인지, 웡, 스칼렛 위치 탐구 에피소드를 방영했다. 홀로라이브 프로덕션 소속 8명의 버추얼 유튜버는 5월 3일 유튜브의 특별 시사회 스트리밍 이벤트에서 영화를 홍보했다.

## 개봉
《닥터 스트레인지: 대혼돈의 멀티버스》는 2022년 5월 2일 할리우드 돌비 극장에서 세계 첫 상영되었다.. 2022년 5월 5일에는 영국에서, 5월 6일 미국에서 4DX, RealD 3D, IMAX, 돌비 시네마, ScreenX 및 Superscreen.으로 개봉되었다. 원래 2021년 5월 7일에 개봉될 예정이었으나 코로나19 대유행으로 인해 2021년 11월 5일로 연기되었다. 이는 《스파이더맨: 노 웨이 홈》의 일정이 2021년 11월로 재조정되자 2022년 3월 25일로 미뤄졌다가 2021년 10월, 다시 2022년 5월로 개봉일자가 변경되었다. 이 영화는 MCU 페이즈 4의 일부이다.
2022년 4월 《더 할리우드 리포터》는 영화에 동성애자 캐릭터인 아메리카 차베즈가 등장한다는 이유로 사우디아라비아에서 개봉되지 않을 것임을 확인했다. 사우디아라비아의 영화 등급 담당자인 나와프 알사반은 사우디아라비아에서 이 영화가 금지된 것은 아니지만 차베즈가 자신의 "두 엄마"를 언급하는 장면 "겨우 12초"를 잘라 달라는 요청을 디즈니가 수락할 의사가 없었다고 밝혔다. 이 영화는 사우디아라비아, 쿠웨이트, 카타르의 영화 웹사이트에서 내려가기 전 5월 5일 페르시아만 여러 국가에서 개봉될 예정이었다. 《더 할리우드 리포터》는 아랍에미리트에서 티켓을 계속 구입할 수 있었으며, 이는 아랍에미리트에서 아직 개봉될 수 있다는 뜻이라고 말했다. IMAX 코퍼레이션은 이집트에서도 개봉되지 않을 것이라고 확인했다. 컴버배치는 영화를 개봉하지 않기로 한 국가들의 결정에 실망했다며 이렇게 말했다. "억압적인 정권을 보고 우리는 알 수 있습니다. 그들의 불관용은 인간을 배제하기 위함이라는 것을. 소속되어야 함은 물론, 그리고 그들의 섹슈얼리티 때문에 처벌받지 않고 사회와 문화의 일부라고 느끼게 해야 할 인간들에게 말입니다. 이는 우리가 하나의 생물종으로서 경험했던 것과는 사뭇 다릅니다. 전 세계의 문화를 비추어 보아도요. 이는 단순한 끼워팔기(tokenism)라기보다, 우리가 LGBTQ+ 집단의 일원을 등장시키는 이유이기도 합니다". 《데드라인 할리우드》는 또한 일부 영상에서 중국 공산당에 반대하는 신문인 《에포크 타임즈》가 포착되자 중국에서 개봉되지 않을 것이라고 보도했다. 디즈니의 CEO 밥 차펙은 주주들에게 상황이 복잡해질 수 있어도, 영화는 중국 없이 성공할 것이라고 말했다.

## 평가

### 박스 오피스
2022년 5월 11일 기준, 《닥터 스트레인지: 대혼돈의 멀티버스》는 미국과 캐나다에서 22억 2,800만 달러, 그 외 지역에서 30억 9,800만 달러를 거둬 전세계 53억 2,600만 달러를 벌었다.
미국과 캐나다에서, 본작은 목요일 시사회 3,600만 달러를 포함하여 개봉 수익 9,000만 달러를 기록했다. 시사회 수익은 코로나 기간 동안 행해진 것 중 《스파이더맨: 노 웨이 홈》 (2021년)에 이어 두번째, 전체 중에선 《어벤져스: 인피니티 워》에 이은 8번째 흥행을 거뒀으며, 개봉일 기록은 영화계 사상 7위였다. 개봉 첫주 수익은 1억 8,700만 달러로, 코로나19 범유행 동안 디즈니가 거둔 최대 여름 개봉 수익이자, 샘 레이미의 전작 《스파이더맨 3》(2007년)로 기록한 개봉 첫 주 수익 1억 5,100만 달러를 상회했다.
북미 이외의 지역에서, 이 영화는 20개 국가에서 개봉 수익 2억 7,200만 달러를 기록하여 《닥터 스트레인지》 대비 153%, 《더 배트맨》 대비 210% 높은 수치를 보였으나, 《노 웨이 홈》보다는 4% 낮았다. 코로나19 범유행 동안 개봉한 본작은 필리핀과 태국에서 개봉 수익 1위 (120만 달러), 프랑스 (300만 달러), 이탈리아 (220만 달러), 독일 (180만 달러)에서 개봉 수익 2위를 기록했다. 일본에서는 범유행 동안 기록된 외국영화 개봉 수익 2위, MCU 영화로는 《어벤져스: 엔드게임》, 《노 웨이 홈》에 이어 최초 개봉 수익 3위를 기록했다. 한국에서는 개봉 수익 2위를 달성했다. 말레이시아의 개봉 수익은 160만 달러로, 말레이시아 영화사상 두번째로 높은 액수였다. 개봉 수익 이외에도, 본작은 라틴아메리카의 시사회에서 1,030만 달러를 벌었다 (멕시코 350만 달러, 브라질 270만 달러 포함). 2022년 5월 11일 기준, 수익순은 한국 (3,200만 달러), 영국 (2,780만 달러), 멕시코 (2,380만 달러), 브라질 (1,769 달러), 인도 (1,430 달러), 호주 (1,370만 달러), 프랑스 (1,290만 달러), 인도네시아 (1,050만 달러), 일본 (1,030만 달러), 독일 (1,020만 달러)이다.
이 영화는 판당고를 통해 티켓 예매 수익 4,200만 달러를 올려, 《스파이더맨: 노 웨이 홈》 이후 플랫폼에서 가장 많은 수치를 기록했으며, 24시간 만에 《더 배트맨》 예매 티켓 수를 넘어섰다 2022년 4월, 박스오피스 프로는 개봉 주말에 이 영화가 미국과 캐나다에서 1억 9,000만~2억 1,000만 달러, 총 국내 총수입은 4억 5,000만 ~ 5억 6,000만 달러의 수입을 올릴 수 있을 것으로 예상했다. 개봉 주까지 4,400개 극장 (범유행 이후 최대 상영관)에서 개봉 수익 추정액은 1억 6000만~1억 8000만 달러였으며 일부는 2억 달러까지 예상한다.

### 비평
시네마스코어의 관객평은 평균 "B+" ("A+" ~ "F" 기준)였고, 포스트트랙에서는 82%의 관객 점수를 받아 긍정적인 평을 남겼으며, 69%는 적극 추천한다고 말했다.
《덴 오브 기크》의 돈 케이는 이 영화에 별 5개 만점의 4개를 주며, "샘 레이미가 MCU에서 보지 못했던 가장 엉뚱한 영화를 창조해냈듯이, 모든 코믹스의 기괴함을 활력과 포기로 받아들임으로써 기존 팬들을 기쁘게 할 것"이라는 소감을 남겼다. 그는 제임스 건이 가디언즈 오브 갤럭시 (2014)를 감독한 이래로 "가장 특출나게 알아보기 쉬운 시각의 MCU 감독"이라며 레이미의 영화 감독 방식을 호평했다. 또한 올슨의 연기에 대해 "감격적인 외골수의 진실되고 느껴질 듯한 비통함"을 느꼈다며 칭찬했고, "더 많은 할 일이 주어진" 맥아담스의 출연을 호평했으나, 고메즈의 역할은 "영화 행사장의 엑스포 기계 수준으로 축소되었다"고 느꼈다. 《버라이어티》의 오웬 글레이버만은 이 영화에 "놀이기구, 자극적 환상, CG 공포, 현실감 있는 마블 수수께끼, 그리고 순간적으로 약간의 시련"이 있고 "다소 끌리지만, 그럼에도 모두 엉망이다"라고 평했다. 그는 영화의 많은 장면에서 레이미의 연출에 "처음 두 스파이더맨 영화에서 보여준 친근함과 변화하는 상상력이 있다"고 보았다. 《엔터테인먼트 위클리》의 레아 그린블랫은 레이미의 닥터 스트레인지에 대한 태도와 연출에 찬사를 보냈으며, 이 영화는 "코미디, 캠핑 공포물, 모성 드라마, 지속되는 불꽃길처럼 느껴지지만, 이전의 MCU 영화와는 다르다"고 말했다. 그린블랫은 지난 23편의 MCU 영화를 "거칠게 리프레쉬한" 느낌이라고 평했다. 《데드라인 할리우드》의 피트 해먼드도 레이미의 연출과 스토리텔링을 칭찬했다. 그는 레이미가 기존의 MCU 캐릭터들과 "어둡고 무시무시한" 스토리텔링을 "성공적으로 재미있게" 혼합했다고 생각했고, 《이블 데드》 (1981년)와 같은 그의 이전 공포 영화들과 비슷하다고 느꼈다. 《IGN》의 아멜리아 엠버윙은 이 영화를 10점 만점에 7점을 주고, MCU의 "새로운 장에 대한 어떤 것이 있다"며, "완전한 샘 레이미 영화"라고 결론지었다.
《더 할리우드 리포터》의 존 데포어는 오랜 레이미 팬들이 《대혼돈의 멀티버스》의 초반부를 보고 "맥이 빠질" 수도 있지만, 감독은 다음 장면에서 그의 "특징적인 스타일"의 번뜩임을 보여준다고 썼다. 그는 또한 이 영화가 "어떤 면에서 만족스럽지 못하다"고 생각했지만, "큰 판돈에도 불구하고 더 느슨하고, 더 역동적이며, 때때로 바보같기도 한 레이미의 강점"이 더 발휘되기 시작했다고 느낀 최종장을 칭찬했다. 《로스앤젤레스 타임즈》의 저스틴 장은 이 영화에 긍정적인 평을 주었고, 레이미의 연출도 호평했다. 그는 이 영화를 "비탄의 물결을 일으키기 위해 종종 멈추는 우스꽝스럽고 소름끼치는 이야기"라고 말했다. 장은 컴버배치와 올슨의 연기를 칭찬하면서, 비주얼과 멀티버스에 대한 영화의 접근 방식도 호평했다. 그는 멀티버스로서 "운명, 숙명, 인간의 존엄성에 대한 몇 가지 장난스러운 질문을 던질 수 있"게 되었고, "마블 기업이 선호하는 코믹한 관용구의 순간적인 톤"과 차이를 느꼈다. 《엠파이어》의 댄 졸린은 이 영화를 별 5개 중 4개를 주며 레이미의 연출과 그가 창의적이라고 생각했던 액션 장면을 칭찬했고, 이 영화는 "마블의 가장 정신없고 에너지 넘치는 영화이며, 샘 레이미 감독의 성공적인 컴백만큼이나 범세계적 투자를 유치한 최대 예산 행사"라는 소감을 느꼈다. 《디 애틀랜틱》의 데이비드 심스는 이 영화가 "놀라우리만치 훌륭하다"며, 레이미가 MCU에서 "다양한 술책 중 진정한 장르 작가들을 위한 공간을 보게 되어 기쁘다"고 말하면서, 레이미의 연출을 칭찬으나, 진행 속도와 출연진은 비판했다.
《가디언》의 피터 브래드쇼는 이 영화에 별 다섯 개 만점에 세 개를 주고, 비판적이었지만 대체로 긍정적인 평가를 내렸다. 그는 "무한한 현실은 어떤 한 현실의 극적인 영향을 줄이는 경향이 있고, 특정 상황의 지분을 줄입니다. 그럼에도, 이는 가볍고 재미있게 처리됩니다." 《인디와이어》의 데이비드 얼리치도 《노 웨이 홈》사건 이후 닥터 스트레인지의 캐릭터가 "희석"되었다고 느꼈고, "천천히, 점차, 그리고 엄청난 열정을 담아, 큰 CG 안에서 작은 CG를 던지고, 뭔가 새로운 위협에 대한 불평으로 시작하는 이 진부한 이야기는 그다지 친숙하지 않은 것들과 결부되어 있다. 폭력, 괴짜, 나를 여러 다른 지옥으로 안내하는 영화 속 도깨비집 같은 것들 말이다"라고 소감을 남겼다. 그는 영화 속 레이미의 방식이 《대혼돈의 멀티버스》를 훌륭한 영화로 만들지는 못했지만, 샘 레이미 영화로 만들기에는 충분했다고 말했다. RogerEbert.com의 브라이언 탈레리코는 별 4개 만점에 2개를 주고, "마블이 예산을 쏟아부어 다른 영화, 코믹스, TV 쇼를 이어 붙여 생명을 부여했다"며 부정적인 평가를 내리며 "프랑켄슈타인 영화"라 불렀다. 그는 영화 속 인물 설정을 비판했고, 멀티버스의 잠재력에 초점을 맞추는 대신 "완다의 슬픔, 크리스틴에 대한 스트레인지의 말못한 사랑, 또는 자신의 힘에 대한 아메리카의 불확실성 같은 믿을 수 없을 정도로 얄팍한 캐릭터의 특성을 다루는 데 이야기가 자꾸 되돌아온다"고 소감을 남겼다. 그는 CG 사용을 비판했으나, 레이미의 "시각적 재능"을 담고 있었다고 덧붙였다. 《TheWrap》의 알론소 듀랄드 또한 영화의 멀티버스 사용을 《에브리씽 에브리웨어 올 앳 원스》(2022년)와 비교하며 부정적인 평가를 내렸고, "다니엘의 대담하고 창의적인 인디 영화는 위트와 배짱과 캐릭터로 폭발한다. 이 MCU 어드벤처에서는 유독 눈에 띄지 않는다"고 썼다.그는 엘프먼의 음악과 비주얼에 찬사를 보냈지만, "줄거리와 등장인물, 마법 잡동사니가 가득 들어차서 등장인물이 들어갈 공간이 없다"고 생각했다.

### 내용주
1. ↑  마블 시네마틱 유니버스에서 묘사되는 지구.[5]
2. ↑   《완다비전》 (2021년)에서 묘사됨.[6]
3. ↑  영화 외적으로 클레아라고 밝혀짐.[7]

### 참조주
1. ↑  “Doctor Strange In The Multiverse Of Madness (12A)”. 《영국 영화 등급 분류 위원회》. 2022년 4월 25일에 확인함.
2. 1 2  Rubin, Rebecca (2022년 5월 4일). “Box Office: 'Doctor Strange 2' Aims for Massive $175 Million-Plus Opening Weekend”. 《Variety》. 2022년 5월 5일에 원본 문서에서 보존된 문서. 2022년 5월 4일에 확인함.
3. 1 2  “Doctor Strange in the Multiverse of Madness”. 《박스 오피스 모조》. IMDb. May 12, 2022에 확인함.
4. 1 2  “Doctor Strange in the Multiverse of Madness”. 《The Numbers》. Nash Information Services, LLC. May 12, 2022에 확인함.
5. ↑  Russell, Bradley (2022년 5월 5일). “Why that number in Doctor Strange 2 got cheers in the cinema”. 《Total Film》. GamesRadar+. 2022년 5월 5일에 원본 문서에서 보존된 문서. 2022년 5월 5일에 확인함.
6. 1 2 3  Hiatt, Brian (2021년 6월 1일). “The Oral History of 'WandaVision'”. 《Rolling Stone》. 2021년 6월 2일에 원본 문서에서 보존된 문서. 2021년 6월 2일에 확인함.
7. 1 2  West, Amy (2022년 5월 5일). “That Doctor Strange 2 cameo no one saw coming, explained”. 《Total Film》. GamesRadar+. 2022년 5월 5일에 원본 문서에서 보존된 문서. 2022년 5월 5일에 확인함.
8. 1 2 3  Kit, Borys (2018년 12월 11일). “Scott Derrickson Returning to Direct 'Doctor Strange' Sequel (Exclusive)”. 《The Hollywood Reporter》. 2018년 12월 11일에 원본 문서에서 보존된 문서. 2018년 12월 11일에 확인함.
9. ↑  Bonomolo, Cameron (2021년 7월 31일). “Doctor Strange 2 Writer Reveals How Multiverse of Madness Differs From the First Movie”. 《ComicBook.com》. 2021년 7월 31일에 원본 문서에서 보존된 문서. 2022년 5월 1일에 확인함.
10. ↑  Weiss, Josh (2021년 6월 21일). “'Doctor Strange in the Multiverse of Madness' Writer Teases Sam Raimi Sequel: 'It's A Thrill Ride'”. 《SyFy Wire》. 2021년 6월 27일에 원본 문서에서 보존된 문서. 2021년 6월 27일에 확인함.
11. ↑  Dumaraog, Ana (2022년 4월 22일). “Sam Raimi Teases How Multiverse Of Madness Will Change Doctor Strange”. 《Screen Rant》. 2022년 4월 22일에 원본 문서에서 보존된 문서. 2022년 4월 23일에 확인함.
12. 1 2 3 4  Sandwell, Ian (2021년 12월 15일). “How Spider-Man: No Way Home sets up Doctor Strange 2”. 《Digital Spy》. 2021년 12월 16일에 원본 문서에서 보존된 문서. 2021년 12월 17일에 확인함.
13. 1 2 3 4 5  Dominguez, Noah (2022년 2월 13일). “Multiverse of Madness Trailer Shows a Horrifying Doctor Strange Variant, Teases Professor X”. 《Comic Book Resources》. 2022년 2월 14일에 원본 문서에서 보존된 문서. 2022년 2월 13일에 확인함.
14. ↑  Perry, Spencer (2022년 5월 6일). “Doctor Strange 2: Every Stephen Strange Variant in Multiverse of Madness”. 《ComicBook.com》. 2022년 5월 7일에 원본 문서에서 보존된 문서. 2022년 5월 9일에 확인함.
15. 1 2 3 4 5  Donnelly, Matt (2019년 7월 20일). “'Doctor Strange' Sequel Billed as First MCU Horror Film at Comic-Con”. 《Variety》. 2019년 7월 21일에 원본 문서에서 보존된 문서. 2019년 7월 21일에 확인함.
16. ↑  Purslow, Matt (2021년 2월 26일). “WandaVision: Season 1, Episode 8 Review”. 《IGN》. 2021년 2월 26일에 원본 문서에서 보존된 문서. 2021년 2월 26일에 확인함.
17. ↑  Truitt, Brian (2021년 1월 22일). “'Avengers' star Elizabeth Olsen talks getting witchy again for Marvel's 'WandaVision,' 'Doctor Strange 2'”. 《USA Today》. 2021년 1월 23일에 원본 문서에서 보존된 문서. 2021년 1월 22일에 확인함.
18. ↑  Vary, Adam B. (2021년 3월 10일). “'WandaVision': Elizabeth Olsen and Jac Schaeffer on Wanda's Kids, Fan Theories and the Future of the Show”. 《Variety》. 2021년 3월 12일에 원본 문서에서 보존된 문서. 2021년 3월 12일에 확인함.
19. 1 2 3  Vary, Adam B. (2022년 5월 8일). “Elizabeth Olsen Talks Wanda’s Shocking [Spoiler] in 'Doctor Strange 2,' and the Hardest Scene for Her to Play”. 《Variety》. 2022년 5월 8일에 원본 문서에서 보존된 문서. 2022년 5월 8일에 확인함.
20. ↑  Thompson, Avery (2022년 5월 6일). “Elizabeth Olsen Reacts To Wanda's Arc In 'Doctor Strange 2': 'It Needed To End Where It Ends'”. 《Hollywood Life》. 2022년 5월 6일에 원본 문서에서 보존된 문서. 2022년 5월 9일에 확인함.
21. 1 2 3  Mathai, Jeremy (2022년 3월 15일). “Multiverse Of Madness Will Feature Sinister Strange, Defender Strange, And Zombie Strange Variants”. 《/Film》. 2022년 3월 15일에 원본 문서에서 보존된 문서. 2022년 3월 15일에 확인함.
22. 1 2 3 4  Davis, Erik (2022년 4월 6일). “'Doctor Strange in the Multiverse of Madness' Director Sam Raimi Reveals New Details About His First MCU Film”. 《Fandango Media》. 2022년 4월 7일에 원본 문서에서 보존된 문서. 2022년 4월 6일에 확인함.
23. 1 2 3  Garbutt, Emily (2022년 5월 5일). “The Illuminati members in Doctor Strange 2, listed and explained”. 《Total Film》. GamesRadar+. 2022년 5월 5일에 원본 문서에서 보존된 문서. 2022년 5월 5일에 확인함.
24. 1 2  Alter, Ethan (2022년 5월 11일). “Tom Cruise as 'Multiverse' Iron Man, Lady Gaga and a deleted death scene — 'Doctor Strange' screenwriter spills what might have been”. 《Yahoo! News》. 2022년 5월 11일에 원본 문서에서 보존된 문서. 2022년 5월 17일에 확인함.
25. ↑  Fullerton, Huw (2021년 12월 15일). “New Doctor Strange detail revealed in Spider-Man: No Way Home”. 《Radio Times》. 2021년 12월 15일에 원본 문서에서 보존된 문서. 2021년 12월 17일에 확인함.
26. 1 2 3  Vary, Adam B.; Kroll, Justin (2020년 2월 5일). “Sam Raimi in Talks to Direct 'Doctor Strange 2' (Exclusive)”. 《Variety》. 2020년 2월 6일에 원본 문서에서 보존된 문서. 2020년 2월 5일에 확인함.
27. 1 2  Tangkay, Jazz (2022년 5월 9일). “'Doctor Strange' Star Benedict Wong on a Wong Spinoff Film: 'Let's Wait and See What Marvel Does'”. 《Variety》. 2022년 5월 9일에 원본 문서에서 보존된 문서. 2022년 5월 17일에 확인함.
28. ↑  Davids, Brian (2022년 5월 5일). “'Doctor Strange 2' Stars Benedict Wong and Xochitl Gomez Discuss On-Screen Superhero Partnership And Real-Life Friendship”. 《The Hollywood Reporter》. 2022년 5월 5일에 원본 문서에서 보존된 문서. 2022년 5월 17일에 확인함.
29. 1 2 3 4  Erao, Math (2022년 2월 23일). “Doctor Strange 2 Producer Discusses America Chavez's Multiversal Powers”. 《Comic Book Resources》. 2022년 2월 25일에 원본 문서에서 보존된 문서. 2022년 2월 27일에 확인함.
30. 1 2 3 4  Dinh, Christine (2022년 4월 27일). “Exclusive Interview: Xochitl Gomez on Embodying America Chavez and Journeying into the Marvel Cinematic Universe”. 《Marvel.com》. 2022년 4월 27일에 원본 문서에서 보존된 문서. 2022년 4월 28일에 확인함.
31. 1 2  Scott, Ryan (2021년 12월 22일). “Doctor Strange In The Multiverse Of Madness Trailer Breakdown: Things Just Got Out Of Hand”. 《/Film》. 2021년 12월 23일에 원본 문서에서 보존된 문서. 2021년 12월 22일에 확인함.
32. 1 2  Kroll, Justin (2020년 12월 10일). “Rachel McAdams Returning For 'Doctor Strange In The Multiverse Of Madness'”. 《Deadline Hollywood》. 2020년 12월 10일에 원본 문서에서 보존된 문서. 2020년 12월 10일에 확인함.
33. ↑  Dominguez, Noah (2022년 2월 23일). “Doctor Strange Producer Discusses the Avenger's Current Relationship Status”. 《Comic Book Resources》. 2022년 2월 25일에 원본 문서에서 보존된 문서. 2022년 2월 27일에 확인함.
34. 1 2  Davids, Brian (2022년 5월 4일). “'Doctor Strange 2' Star Rachel McAdams Had Made Peace Being One-and-Done in MCU”. 《The Hollywood Reporter》. 2022년 5월 4일에 원본 문서에서 보존된 문서. 2022년 5월 17일에 확인함.
35. ↑  Erbland, Kate (2022년 5월 5일). “'Doctor Strange' Star Rachel McAdams Originally Expected to Play 3 Different Versions of Her Character in Sequel”. 《IndieWire》. 2022년 5월 5일에 원본 문서에서 보존된 문서. 2022년 5월 17일에 확인함.
36. 1 2  Tolsky, Andy (2022년 5월 8일). “Doctor Strange 2 Writer Explains Intro Of [Spoiler] As Love Interest”. 《Screen Rant》. 2022년 5월 9일에 원본 문서에서 보존된 문서. 2022년 5월 9일에 확인함.
37. ↑  Leite, Marcelo (2022년 5월 10일). “Marvel Universe 838 Timeline & Every Difference To The MCU”. 《Screen Rant》. 2022년 5월 10일에 원본 문서에서 보존된 문서. 2022년 5월 11일에 확인함.
38. 1 2  Hermanns, Grant (2022년 3월 19일). “Benedict Cumberbatch Films A Stunt In Doctor Strange 2 BTS Images”. 《Screen Rant》. 2022년 3월 21일에 원본 문서에서 보존된 문서. 2022년 3월 21일에 확인함.
39. 1 2  Leonte, Tudor (2022년 2월 14일). “Doctor Strange in the Multiverse of Madness Trailer Analysis & Theories”. 《ComingSoon.net》. 2022년 2월 15일에 원본 문서에서 보존된 문서. 2022년 2월 28일에 확인함.
40. ↑  Cordero, Rosy (2022년 5월 3일). “Marvel's Victoria Alonso & Xochitl Gomez On Bringing Hope And Visibility To LGBTQ+ Community With America Chavez”. 《Deadline Hollywood》. 2022년 5월 4일에 원본 문서에서 보존된 문서. 2022년 5월 9일에 확인함.
41. ↑  Lussier, Germain (2022년 2월 14일). “12 Biggest Mysteries in the Doctor Strange in the Multiverse of Madness Trailer – Smoke on the Horizon”. 《Gizmodo》. 2022년 2월 28일에 원본 문서에서 보존된 문서. 2022년 2월 27일에 확인함.
42. 1 2  Barnhardt, Adam (2022년 2월 14일). “Doctor Strange 2: The Reason Marvel Is Unable to Use Shuma-Gorath Revealed (Exclusive)”. 《ComicBook.com》. 2022년 2월 15일에 원본 문서에서 보존된 문서. 2022년 2월 14일에 확인함.
43. ↑  Erdmann, Kevin (2022년 5월 6일). “Doctor Strange In The Multiverse Of Madness Easter Eggs & MCU References”. 《Screen Rant》. 2022년 5월 6일에 원본 문서에서 보존된 문서. 2022년 5월 8일에 확인함.
44. ↑  Russell, Shania (2022년 5월 2일). “Writer Michael Waldron Tells Us Exactly Where You Can Spot His Doctor Strange 2 Cameo [Exclusive]”. 《/Film》. 2022년 5월 2일에 원본 문서에서 보존된 문서. 2022년 5월 5일에 확인함.
45. ↑  Russell, Bradley (2022년 5월 5일). “Doctor Strange 2 Easter eggs: The biggest Marvel references”. 《Total Film》. GamesRadar+. 2022년 5월 5일에 원본 문서에서 보존된 문서. 2022년 5월 5일에 확인함.
46. ↑  Glassman, Julia (2022년 5월 11일). “Every Easter Egg in Doctor Strange in the Multiverse of Madness”. 《The Mary Sue》. 2022년 5월 12일에 원본 문서에서 보존된 문서. 2022년 5월 13일에 확인함.
47. ↑  Double Toasted (2016년 4월 22일). 《Exclusive! 'Dr. Strange' Writer 'C. Robert Cargill' – Double Toasted Interview》. 2016년 4월 22일에 확인함 – YouTube 경유. Partial transcriptions from MCUExchange() and Newsarama 보관됨 2016-04-26 - 웨이백 머신()
48. ↑  Hunt, James (2016년 10월 24일). “'Doctor Strange 2': Director Confirms Early Plans”. 《Den of Geek》. 2016년 10월 25일에 원본 문서에서 보존된 문서. 2016년 10월 24일에 확인함.
49. ↑  Krupa, Daniel (2016년 10월 28일). “'Doctor Strange' Director's Idea For a Sequel”. 《IGN》. 2016년 10월 29일에 원본 문서에서 보존된 문서. 2016년 11월 2일에 확인함.
50. ↑  Deckelmeier, Joe (2016년 11월 4일). “Scott Derrickson Discusses 'Doctor Strange's Comic Book Influences”. 《Screen Rant》. 2016년 11월 4일에 원본 문서에서 보존된 문서. 2016년 11월 5일에 확인함.
51. ↑  Huver, Scott (2016년 12월 23일). “'Passengers' Screenwriter on Space Science & Interstellar Love Stories”. 《Comic Book Resources》. 2016년 12월 26일에 원본 문서에서 보존된 문서. 2016년 12월 26일에 확인함.
52. ↑  Andreeva, Nellie (2017년 4월 20일). “'Locke & Key' Drama From Carlton Cuse, Joe Hill & IDW Gets Hulu Pilot Order, Scott Derrickson To Direct”. 《Deadline Hollywood》. 2017년 4월 21일에 원본 문서에서 보존된 문서. 2017년 4월 20일에 확인함.
53. ↑  McNary, Dave (2018년 12월 11일). “'Doctor Strange' Director Scott Derrickson to Return for Sequel”. 《Variety》. 2018년 12월 12일에 원본 문서에서 보존된 문서. 2018년 12월 12일에 확인함.
54. ↑  Hall, Jacob (2019년 7월 20일). “'Doctor Strange in the Multiverse of Madness' Will Be the First "Scary MCU Film" [Comic-Con 2019]”. 《/Film》. 2019년 7월 21일에 원본 문서에서 보존된 문서. 2020년 2월 6일에 확인함.
55. ↑  Perine, Aaron (2022년 2월 24일). “Doctor Strange 2 Producer Teases Meaning of 'The Multiverse of Madness'”. 《ComicBook.com》. 2022년 2월 26일에 원본 문서에서 보존된 문서. 2022년 2월 27일에 확인함.
56. ↑  Coggan, Devan (2020년 11월 10일). “Honey, I'm Chrome: Marvel prepares to take over TV with WandaVision”. 《Entertainment Weekly》. 2020년 11월 10일에 원본 문서에서 보존된 문서. 2020년 11월 10일에 확인함.
57. ↑  Ramachandran, Naman (2021년 7월 14일). “'Loki' Will Return for Season 2 at Disney Plus, Marvel Reveals in Season 1 Finale”. 《Variety》. 2021년 7월 14일에 원본 문서에서 보존된 문서. 2021년 7월 14일에 확인함.
58. ↑  Goldberg, Lesley (2021년 7월 14일). “'Loki' Renewed for Season 2 at Disney+”. 《The Hollywood Reporter》. 2021년 7월 14일에 원본 문서에서 보존된 문서. 2021년 7월 14일에 확인함.
59. ↑  Fox, Joshua (2022년 5월 7일). “Why Loki Isn't In Doctor Strange 2 (Despite Breaking The Multiverse)”. 《Screen Rant》. 2022년 5월 9일에 원본 문서에서 보존된 문서. 2022년 5월 9일에 확인함.
60. ↑  Sneider, Jeff (2019년 10월 17일). “Exclusive: Marvel Taps Jade Halley Bartlett to Write 'Doctor Strange in the Multiverse of Madness'”. 《Collider》. 2019년 10월 17일에 원본 문서에서 보존된 문서. 2019년 10월 17일에 확인함.
61. ↑  Mancuso, Vinnie (2019년 12월 7일). “'WandaVision' Will Finally Introduce the Name "Scarlet Witch" and Affect All of Marvel's Phase 4”. 《Collider》. 2019년 12월 8일에 원본 문서에서 보존된 문서. 2019년 12월 14일에 확인함.
62. ↑  Foutch, Haleigh (2019년 12월 30일). “Kevin Feige Says 'Doctor Strange 2' Isn't Quite a Horror Movie; Teases Surprising New Characters”. 《Collider》. 2019년 12월 31일에 원본 문서에서 보존된 문서. 2019년 12월 31일에 확인함.
63. 1 2  Couch, Aaron (2022년 4월 8일). “America Chavez Co-Creator Declines Marvel's "Insult of an Offer" for 'Doctor Strange 2'”. 《The Hollywood Reporter》. 2022년 4월 8일에 원본 문서에서 보존된 문서. 2022년 4월 8일에 확인함.
64. 1 2  Lang, Brent; Donnelly, Matt (2020년 1월 9일). “'Doctor Strange 2' Director Scott Derrickson Drops Out (Exclusive)”. 《Variety》. 2020년 1월 10일에 원본 문서에서 보존된 문서. 2020년 1월 9일에 확인함.
65. 1 2 3 4  Chitwood, Adam (2021년 6월 4일). “Exclusive: 'Doctor Strange 2' Writer Michael Waldron Teases the Continuation of Wanda's Storyline in Marvel Sequel”. 《Collider》. 2021년 6월 4일에 원본 문서에서 보존된 문서. 2021년 6월 4일에 확인함.
66. 1 2  Reyes, Mike (2021년 5월 25일). “Doctor Strange 2: Why Scott Derrickson And C. Robert Cargill Left The Marvel Sequel”. 《CinemaBlend》. 2021년 5월 26일에 원본 문서에서 보존된 문서. 2021년 5월 26일에 확인함.
67. ↑  Chichizola, Corey (2020년 2월 10일). “Wow, 'Doctor Strange' Writer Says He Never Even Got To Write A Draft For The Sequel”. 《CinemaBlend》. 2020년 2월 15일에 원본 문서에서 보존된 문서. 2020년 2월 15일에 확인함.
68. 1 2 3 4 5  Keegan, Rebecca (2021년 9월 8일). “Benedict Cumberbatch Gets Mean”. 《The Hollywood Reporter》. 2021년 9월 8일에 원본 문서에서 보존된 문서. 2021년 9월 8일에 확인함.
69. ↑  Schaeffer, Sandy (2022년 3월 15일). “Kevin Feige Addresses Scott Derrickson's Departure From Multiverse Of Madness”. 《/Film》. 2022년 3월 16일에 원본 문서에서 보존된 문서. 2022년 3월 16일에 확인함.
70. 1 2 3  Dinh, Christine (2022년 4월 22일). “Explore Sam Raimi's Mind-Bending Vision for 'Doctor Strange in the Multiverse of Madness'”. 《Marvel.com》. 2022년 4월 23일에 원본 문서에서 보존된 문서. 2022년 4월 23일에 확인함.
71. ↑  Kit, Borys (2020년 2월 7일). “'Doctor Strange 2' Lands New Writer With 'Loki' Show Creator (Exclusive)”. 《The Hollywood Reporter》. 2020년 2월 8일에 원본 문서에서 보존된 문서. 2020년 2월 7일에 확인함.
72. ↑  Sneider, Jeff (2020년 2월 7일). “'Doctor Strange 2' Taps 'Loki' Scribe Michael Waldron to Rewrite Script”. 《Collider》. 2020년 2월 8일에 원본 문서에서 보존된 문서. 2020년 2월 7일에 확인함.
73. 1 2  Robinson, Joanna (2021년 6월 3일). “How the Man Behind Loki Is Shaping Marvel's Phase 4 and Beyond”. 《Vanity Fair》. 2021년 6월 3일에 원본 문서에서 보존된 문서. 2021년 6월 3일에 확인함.
74. 1 2  Lawrence, Gregory (2021년 9월 30일). “Sam Raimi Gets Candid on Why He'd Make 'Doctor Strange 2' After "Awful" Reaction to 'Spider-Man 3'”. 《Collider》. 2021년 10월 3일에 원본 문서에서 보존된 문서. 2021년 10월 3일에 확인함.
75. 1 2 3  “Sam Raimi Returns To Marvel”. AMC Theatres. 2022년 4월 6일. 2022년 4월 6일에 원본 문서에서 보존된 문서. 2022년 4월 18일에 확인함.
76. 1 2 3 4 5 6 7 8 9  Hiatt, Brian; Hiatt, Brian (2022년 5월 9일). “'Multiverse of Madness' Screenwriter Wanted Tom Cruise to Play An Alternate Iron Man”. 《Rolling Stone》. 2022년 5월 9일에 원본 문서에서 보존된 문서. 2022년 5월 10일에 확인함.
77. 1 2 3 4  Hiatt, Brian (2022년 4월 30일). “From 'Spider-Man' to 'Doctor Strange': How Sam Raimi Conquered the Superhero Multiverse (Again)”. 《Rolling Stone》. 2022년 4월 30일에 원본 문서에서 보존된 문서. 2022년 4월 30일에 확인함.
78. ↑  Kroll, Justin; Lang, Brent (2020년 3월 26일). “Hollywood's Biggest Movies Are Stuck in Limbo as Start Dates Remain Uncertain”. 《Variety》. 2020년 3월 26일에 원본 문서에서 보존된 문서. 2020년 3월 26일에 확인함.
79. 1 2  Welk, Brian (2020년 4월 3일). “'Black Widow' Moves to November as Other MCU Films Shift Back to 2021, 2022”. 《TheWrap》. 2020년 4월 3일에 원본 문서에서 보존된 문서. 2020년 4월 3일에 확인함.
80. 1 2  Bonomolo, Cameron (2021년 6월 18일). “Loki Writer Teases "Scarier" Doctor Strange 2 With Sam Raimi”. 《ComicBook.com》. 2021년 6월 18일에 원본 문서에서 보존된 문서. 2021년 6월 18일에 확인함.
81. ↑  Plainse, Josh (2022년 4월 24일). “Doctor Strange 2 Writer Watched Raimi's Spider-Man Movies To Prepare”. 《Screen Rant》. 2022년 4월 25일에 원본 문서에서 보존된 문서. 2022년 4월 26일에 확인함.
82. 1 2  Evangelista, Chris (2021년 6월 18일). “'Doctor Strange in the Multiverse of Madness' Leans Into Director Sam Raimi's Horror Background”. 《/Film》. 2021년 6월 20일에 원본 문서에서 보존된 문서. 2021년 6월 19일에 확인함.
83. ↑  Adams, Timothy (2022년 2월 23일). “Doctor Strange 2 Producer Explains How Loki Affects the Movie”. 《ComicBook.com》. 2022년 2월 24일에 원본 문서에서 보존된 문서. 2022년 2월 27일에 확인함.
84. ↑  Hall, Jacob (2022년 5월 2일). “Doctor Strange 2 Writer Michael Waldron Is Not Tired Of Talking About Doctor Strange [Interview]”. 《/Film》. 2022년 5월 2일에 원본 문서에서 보존된 문서. 2022년 5월 2일에 확인함.
85. ↑  Setchfield, Nick (2022년 4월 20일). “Doctor Strange 2 and Loki writer explains the pitfalls and opportunities of the multiverse”. 《SFX》. GamesRadar+. 2022년 4월 20일에 원본 문서에서 보존된 문서. 2022년 4월 23일에 확인함.
86. ↑  Gartenberg, Chaim (2021년 8월 11일). “What If...? is a playful expansion of Marvel's multiverse”. 《The Verge》. 2021년 8월 14일에 원본 문서에서 보존된 문서. 2021년 8월 20일에 확인함.
87. 1 2 3  D'Alessandro, Anthony; Patten, Dominic (2022년 5월 7일). “'Doctor Strange 2' Scribe Michael Waldron On "Emotional" 'Loki' Season 2, New 'Star Wars' Pic, & Kang The Conqueror's Whereabouts – Hero Nation Podcast”. 《Deadline Hollywood》. 2022년 5월 7일에 원본 문서에서 보존된 문서. 2022년 5월 8일에 확인함.
88. ↑  Hiatt, Brian (2021년 5월 3일). “How Benedict Cumberbatch's Dr. Strange Almost Appeared in 'WandaVision'”. 《Rolling Stone》. 2021년 5월 4일에 원본 문서에서 보존된 문서. 2021년 5월 4일에 확인함.
89. ↑  Chichizola, Corey (2021년 2월 24일). “Kevin Feige On If Watching WandaVision Is Mandatory For Doctor Strange And Captain Marvel's Sequels”. 《CinemaBlend》. 2021년 2월 24일에 원본 문서에서 보존된 문서. 2021년 2월 24일에 확인함.
90. ↑  Perine, Aaron (2022년 4월 18일). “Doctor Strange 2: Marvel Prop Master Details Collaboration on WandaVision's Darkhold Design”. 《ComicBook.com》. 2022년 4월 18일에 원본 문서에서 보존된 문서. 2022년 4월 18일에 확인함.
91. 1 2  McClintock, Pamela; Couch, Aaron (2020년 4월 24일). “'Spider-Man' Sequel Delays Release to November 2021 Amid Sony Date Shuffle”. 《The Hollywood Reporter》. 2020년 4월 24일에 원본 문서에서 보존된 문서. 2020년 4월 24일에 확인함.
92. ↑  Davis, Brandon (2020년 6월 25일). “Doctor Strange 2: Chiwetel Ejiofor Excited For Sam Raimi With Multiverse Of Madness”. 《ComicBook.com》. 2020년 6월 25일에 원본 문서에서 보존된 문서. 2020년 6월 25일에 확인함.
93. ↑  Kroll, Justin (2020년 10월 16일). “'Doctor Strange 2': 'Baby-Sitters Club' Star Xochitl Gomez Joins Benedict Cumberbatch In Next Installment”. 《Deadline Hollywood》. 2020년 10월 16일에 원본 문서에서 보존된 문서.
94. ↑  Chitwood, Adam (2020년 10월 1일). “'Doctor Strange 2' Filming Date Revealed by Benedict Cumberbatch”. 《Collider》. 2020년 10월 1일에 원본 문서에서 보존된 문서. 2020년 10월 1일에 확인함.
95. ↑  Kit, Borys (2020년 10월 8일). “Benedict Cumberbatch Joins 'Spider-Man 3' as Doctor Strange (Exclusive)”. 《The Hollywood Reporter》. 2020년 10월 8일에 원본 문서에서 보존된 문서. 2020년 10월 8일에 확인함.
96. ↑  Wiseman, Andreas (2020년 10월 31일). “England Set To Enter One-Month National Lockdown As COVID Cases Surge, Film & TV Shoots To Continue”. 《Deadline Hollywood》. 2020년 11월 1일에 원본 문서에서 보존된 문서. 2020년 11월 5일에 확인함.
97. ↑  Kit, Borys; Couch, Aaron (2020년 11월 20일). “Marvel's 'Black Panther' Sequel Shoot to Begin in July (Exclusive)”. 《The Hollywood Reporter》. 2020년 11월 20일에 원본 문서에서 보존된 문서. 2020년 11월 20일에 확인함.
98. ↑  “Production Weekly – Issue 1220 – Thursday, November 12, 2020 / 208 Listings – 46 Pages”. 《Production Weekly》. 2020년 11월 11일. 2020년 11월 12일에 원본 문서에서 보존된 문서. 2022년 3월 14일에 확인함.
99. 1 2  Davis, Brandon (2020년 11월 25일). “Elizabeth Olsen Has Started Filming Doctor Strange in the Multiverse of Madness”. 《ComicBook.com》. 2020년 11월 25일에 원본 문서에서 보존된 문서. 2020년 11월 27일에 확인함.
100. ↑  Dumaraog, Ana (2020년 11월 27일). “Doctor Strange 2 Shooting Straight After WandaVision Makes Scarlet Witch Better, Says Olsen”. 《Screen Rant》. 2020년 11월 27일에 원본 문서에서 보존된 문서. 2020년 11월 27일에 확인함.
101. 1 2  Jirak, Jamie (2021년 7월 16일). “Doctor Strange 2: Elizabeth Olsen Says It Was "Odd" Going From WandaVision to Multiverse of Madness”. 《ComicBook.com》. 2021년 7월 17일에 원본 문서에서 보존된 문서. 2021년 7월 21일에 확인함.
102. 1 2  El-Mahmoud, Sarah (2021년 7월 15일). “Doctor Strange 2: Elizabeth Olsen Can't Stop, Won't Stop Teasing How Scary Sam Raimi's Movie Is”. 《CinemaBlend》. 2021년 7월 15일에 원본 문서에서 보존된 문서. 2021년 7월 21일에 확인함.
103. ↑  Daniels, Nia (2020년 12월 1일). “UK shoot begins on Doctor Strange in the Multiverse of Madness”. 《KFTV.com》. 2020년 12월 1일에 원본 문서에서 보존된 문서. 2021년 4월 19일에 확인함.
104. ↑  Mullally, William (2022년 4월 27일). “Benedict Cumberbatch: 'Doctor Strange in the Multiverse of Madness is genuinely scary'”. 《Esquire Middle East》. 2022년 5월 2일에 원본 문서에서 보존된 문서. 2022년 5월 2일에 확인함.
105. ↑  Romano, Nick (2020년 12월 10일). “Doctor Strange sequel confirms cast, will tie into Spider-Man 3”. 《Entertainment Weekly》. 2020년 12월 11일에 원본 문서에서 보존된 문서. 2020년 12월 10일에 확인함.
106. ↑  Dinh, Christine (2020년 12월 10일). “'Doctor Strange In The Multiverse of Madness': Sequel Introduces America Chavez, Sam Raimi Directing”. 《Marvel.com》. 2020년 12월 11일에 원본 문서에서 보존된 문서. 2020년 12월 10일에 확인함.
107. 1 2  Burlingame, Russ (2021년 3월 11일). “Doctor Strange 2 Star Benedict Cumberbatch Apologizes for Disappointing WandaVision Fans”. 《ComicBook.com》. 2021년 3월 12일에 원본 문서에서 보존된 문서. 2021년 3월 14일에 확인함.
108. ↑  Kroll, Justin (2020년 10월 8일). “Benedict Cumberbatch To Reprise Doctor Strange Role In Next 'Spider-Man' Movie”. 《Deadline Hollywood》. 2020년 10월 9일에 원본 문서에서 보존된 문서. 2020년 10월 10일에 확인함.
109. ↑  Lawrence, Gregory (2021년 3월 10일). “'Doctor Strange 2': Benedict Cumberbatch Says Director Sam Raimi Is an "Incredible Force"”. 《Collider》. 2021년 3월 11일에 원본 문서에서 보존된 문서. 2021년 3월 12일에 확인함.
110. 1 2  Nemiroff, Perri (2021년 1월 14일). “Elizabeth Olsen Teases Some Signature Sam Raimi Style in 'Doctor Strange 2' and How the Script Keeps Evolving”. 《Collider》. 2021년 1월 14일에 원본 문서에서 보존된 문서. 2021년 2월 10일에 확인함.
111. 1 2 3  Sneider, Jeff (2021년 7월 22일). “'Shang-Chi' Star Benedict Wong Says "Asians Assemble" in Marvel Movie; Also Teases 'Doctor Strange 2'”. 《Collider》. 2021년 7월 22일에 원본 문서에서 보존된 문서. 2021년 7월 27일에 확인함.
112. 1 2  Robinson, Joanna (2021년 6월 17일). “Harrison Ford's Only Oscar Nomination— And Maybe His Best Performance” (팟캐스트). Little Gold Men.  1:39:24–1:40:38에 발생. 2021년 6월 20일에 확인함 – Apple Podcasts 경유.
113. ↑  Luchies, Adam (2022년 3월 4일). “'Doctor Strange in the Multiverse of Madness' to Debut in Expanded Aspect Ratio for IMAX Screenings”. 《Collider》. 2022년 3월 4일에 원본 문서에서 보존된 문서. 2022년 3월 4일에 확인함.
114. ↑  Radish, Christina (2022년 5월 2일). “'Doctor Strange in the Multiverse of Madness' Cast and Sam Raimi Discuss Ever-Changing Scripts and Wanda's Emotional Journey”. 《Collider》. 2022년 5월 2일에 원본 문서에서 보존된 문서. 2022년 5월 3일에 확인함.
115. ↑  Perine, Aaron (2022년 4월 29일). “Benedict Cumberbatch Says Doctor Strange 2's Ending Was "Up in the Air" When Filming Started”. 《ComicBook.com》. 2022년 5월 1일에 원본 문서에서 보존된 문서. 2022년 5월 1일에 확인함.
116. ↑  Emily, Maddick (2021년 4월 21일). “WandaVision's Elizabeth Olsen on feminism, famous sisters and playing a witch called Wanda”. 《Glamour》. 2021년 4월 21일에 원본 문서에서 보존된 문서. 2021년 4월 22일에 확인함.
117. ↑  Walsh, Savannah (2021년 6월 18일). “WandaVision Was Elizabeth Olsen's Exercise in Reclaiming Her—and Wanda's—Power”. 《Vanity Fair》. 2021년 6월 20일에 원본 문서에서 보존된 문서. 2021년 6월 20일에 확인함.
118. ↑  Romano, Nick (2021년 1월 6일). “WandaVision channels Bewitched in new Marvel series clip”. 《Entertainment Weekly》. 2021년 1월 6일에 원본 문서에서 보존된 문서. 2021년 1월 6일에 확인함.
119. ↑  Truitt, Brian (2021년 1월 26일). “'Avengers' star Elizabeth Olsen talks getting witchy again for Marvel's 'WandaVision,' 'Doctor Strange 2'”. 《USA Today》. 2021년 2월 2일에 원본 문서에서 보존된 문서. 2021년 2월 10일에 확인함.
120. ↑  Plainse, Josh (2021년 3월 17일). “Doctor Strange 2: Chiwetel Ejiofor Has Started Filming In London”. 《Screen Rant》. 2021년 3월 17일에 원본 문서에서 보존된 문서. 2021년 4월 19일에 확인함.
121. ↑  Hughes, Seren (2021년 3월 26일). “Richmond Park closed as filming for 'Marvel production' and TV drama The Great takes place”. 《MyLondon》. 2021년 3월 26일에 원본 문서에서 보존된 문서. 2021년 4월 19일에 확인함.
122. ↑  Raiklen, David (2021년 4월 18일). “'Doctor Strange 2' Wraps Production This Week”. 《SCIFI.radio》. 2021년 4월 18일에 원본 문서에서 보존된 문서. 2021년 7월 8일에 확인함.
123. ↑  Davis, Brandon (2021년 4월 15일). “Doctor Strange 2: Kevin Feige Confirms Final Week of Production”. 《ComicBook.com》. 2021년 4월 15일에 원본 문서에서 보존된 문서. 2021년 4월 15일에 확인함.
124. ↑  Millen, Ross (2021년 4월 17일). “Marvel filming '£2million scene' for new film at Somerset farm”. 《Somerset Live》. 2021년 4월 18일에 원본 문서에서 보존된 문서. 2021년 4월 18일에 확인함.
125. ↑  White, Brett (2022년 4월 6일). “Yep, Those Are Wanda's Twins from 'WandaVision' in the New 'Doctor Strange' Teaser”. 《Decider》. 2022년 4월 6일에 원본 문서에서 보존된 문서. 2022년 4월 6일에 확인함.
126. ↑  Robinson, Joanna; Breznican, Anthony (2021년 6월 3일). “Still Watching: Loki - Preview with Michael Waldron” (팟캐스트). Still Watching.  1:04:38에 발생. 2021년 6월 7일에 확인함 – Apple Podcasts 경유.
127. ↑  “Tia Nolan, ACE Editor” (PDF). Agency for the Performing Arts. 2022년 2월 25일에 원본 문서 (PDF)에서 보존된 문서. 2022년 2월 25일에 확인함.
128. 1 2  Wasserman, Ben (2021년 9월 10일). “Doctor Strange 2's Elizabeth Olsen Wraps Multiverse of Madness Reshoots”. 《Comic Book Resources》. 2021년 9월 11일에 원본 문서에서 보존된 문서. 2021년 9월 10일에 확인함.
129. 1 2 3  Rubin, Rebecca (2021년 10월 18일). “Disney Delays 'Doctor Strange 2,' 'Thor 4,' 'Black Panther' Sequel and 'Indiana Jones 5'”. 《Variety》. 2021년 10월 18일에 원본 문서에서 보존된 문서. 2021년 10월 18일에 확인함.
130. ↑  Erao, Math (2021년 10월 25일). “Benedict Cumberbatch Says Doctor Strange 2's Reshoots Are 'Making It Even Better'”. 《Comic Book Resources》. 2021년 10월 25일에 원본 문서에서 보존된 문서. 2021년 10월 25일에 확인함.
131. ↑  Kit, Borys; Couch, Aaron (2021년 11월 12일). “'Doctor Strange' Sequel Undergoing "Significant" Reshoots”. 《The Hollywood Reporter》. 2021년 11월 13일에 원본 문서에서 보존된 문서. 2021년 11월 12일에 확인함.
132. ↑  Adams, Timothy (2021년 11월 26일). “Benedict Cumberbatch Explains Reasons for Doctor Strange in the Multiverse of Madness Reshoots”. 《ComicBook.com》. 2021년 11월 27일에 원본 문서에서 보존된 문서. 2021년 11월 27일에 확인함.
133. 1 2  Couch, Aaron; Kit, Borys (2021년 12월 17일). “Heat Vision Newsletter”. 《The Hollywood Reporter》. 2021년 12월 18일에 원본 문서에서 보존된 문서. 2021년 12월 18일에 확인함.
134. ↑  Grobar, Matt (2022년 1월 12일). “Benedict Cumberbatch Teases Wes Anderson Team-Up & Next 'Doctor Strange' Film After Earning Seventh SAG Award Nom For 'The Power Of The Dog'”. 《Deadline Hollywood》. 2022년 1월 12일에 원본 문서에서 보존된 문서. 2022년 1월 12일에 확인함.
135. ↑  Davis, Clayton (2022년 1월 25일). “Sam Raimi Explains His 'Spider-Man: No Way Home' Feelings, Reveals Whether 'Doctor Strange 2' Is Finished Filming”. 《Variety》. 2022년 1월 25일에 원본 문서에서 보존된 문서. 2022년 1월 25일에 확인함.
136. ↑  Jirak, Jamie (2022년 3월 13일). “Benedict Cumberbatch Still Filming Doctor Strange 2 Reshoots Less Than Two Months Before Release Date”. 《ComicBook.com》. 2022년 3월 13일에 원본 문서에서 보존된 문서. 2022년 3월 13일에 확인함.
137. 1 2 3  Carter, Justin (2022년 2월 13일). “Doctor Strange in the Multiverse of Madness Lives Up to Its Name in Super Bowl Spot”. 《Gizmodo》. 2022년 2월 14일에 원본 문서에서 보존된 문서. 2022년 2월 13일에 확인함.
138. 1 2  Grantham-Philips, Wyatte (2022년 2월 13일). “It's Scarlet Witch vs. Doctor Strange in 'Multiverse of Madness' Super Bowl Trailer”. 《Variety》. 2022년 2월 14일에 원본 문서에서 보존된 문서. 2022년 2월 13일에 확인함.
139. ↑  Jennings, Collier (2022년 2월 13일). “The New Doctor Strange 2 Poster Teases A Connection To The What If...? Series”. 《/Film》. 2022년 2월 14일에 원본 문서에서 보존된 문서. 2022년 2월 13일에 확인함.
140. ↑  Lovett, Jamie (2022년 2월 19일). “Doctor Strange 2: Patrick Stewart Breaks Silence on Multiverse of Madness Trailer (Exclusive)”. 《ComicBook.com》. 2022년 2월 19일에 원본 문서에서 보존된 문서. 2022년 2월 19일에 확인함.
141. ↑  Arvedon, Jon (2022년 2월 28일). “X-Men's Patrick Stewart Confirms Doctor Strange 2 Role”. 《Comic Book Resources》. 2022년 3월 1일에 원본 문서에서 보존된 문서. 2022년 2월 28일에 확인함.
142. ↑  Bonomolo, Cameron (2022년 4월 25일). “Doctor Strange 2 Teaser Reveals Major Marvel Character Cut From Avengers: Infinity War”. 《ComicBook.com》. 2022년 4월 25일에 원본 문서에서 보존된 문서. 2022년 4월 26일에 확인함.
143. ↑  Travis, Ben (2022년 3월 13일). “Doctor Strange In The Multiverse Of Madness Producer Responds To Professor X And Illuminati Rumours – Exclusive”. 《Empire》. 2022년 3월 13일에 원본 문서에서 보존된 문서. 2022년 3월 14일에 확인함.
144. ↑  Oddo, Marco Vito (2022년 3월 17일). “New 'Doctor Strange 2' Image Confirms the Illuminati”. 《Collider》. 2022년 3월 17일에 원본 문서에서 보존된 문서. 2022년 3월 17일에 확인함.
145. 1 2  Vary, Adam B. (2022년 5월 10일). “'Doctor Strange 2' Screenwriter Defends Wanda's Evolution, Talks Cameos and His 'Star Wars' Script”. 《Variety》. 2022년 5월 11일에 원본 문서에서 보존된 문서. 2022년 5월 11일에 확인함.
146. ↑  Couch, Aaron (2019년 10월 18일). “'The Batman' Enlists Composer Michael Giacchino”. 《The Hollywood Reporter》. 2019년 10월 19일에 원본 문서에서 보존된 문서. 2019년 10월 19일에 확인함.
147. 1 2  Francisco, Eric (2021년 2월 18일). “Danny Elfman confirms he's scoring the music of Doctor Strange 2”. 《Inverse》. 2021년 2월 18일에 원본 문서에서 보존된 문서. 2021년 2월 18일에 확인함.
148. ↑  Warmann, Amon (2021년 3월 25일). “Danny Elfman on the evolution of MIDI, composing ideas on voice notes & Tim Burton”. 《Spitfire Audio》. 2021년 3월 25일에 원본 문서에서 보존된 문서. 2021년 3월 25일에 확인함.
149. 1 2 3  Luchies, Adam (2022년 1월 11일). “Danny Elfman Shares Behind-the-Scenes Images of 'Doctor Strange in the Multiverse of Madness' Scoring Process”. 《Collider》. 2022년 1월 11일에 원본 문서에서 보존된 문서. 2022년 4월 9일에 확인함.
150. ↑  Hood, Cooper (2022년 5월 5일). “The Marvel Movie Music Secretly Hidden In Doctor Strange 2”. 《Screen Rant》. 2022년 5월 7일에 원본 문서에서 보존된 문서. 2022년 5월 7일에 확인함.
151. ↑  “'Doctor Strange in the Multiverse of Madness' Soundtrack Album Details”. 《Film Music Reporter》. 2022년 4월 30일. 2022년 4월 30일에 원본 문서에서 보존된 문서. 2022년 4월 30일에 확인함.
152. ↑  Gartenberg, Chaim (2021년 12월 22일). “Doctor Strange 2's first trailer goes mad for multiverses”. 《The Verge》. 2021년 12월 22일에 원본 문서에서 보존된 문서. 2021년 12월 22일에 확인함.
153. ↑  Mitovich, Matt Webb (2021년 12월 18일). “Spider-Man: No Way Home Sheds Light on a Recent Hawkeye Scene, Has Multiple Other Ties to Marvel TV Shows”. 《TVLine》. 2021년 12월 19일에 원본 문서에서 보존된 문서. 2021년 12월 19일에 확인함.
154. ↑  Welch, Alex (2021년 12월 16일). “'Doctor Strange 2' Trailer Explained: 5 Huge Reveals From the 'Multiverse of Madness'”. 《Inverse》. 2021년 12월 17일에 원본 문서에서 보존된 문서. 2021년 12월 19일에 확인함.
155. ↑  Zalben, Alex (2021년 12월 16일). “'Spider-Man: No Way Home' Post-Credits Scene Ties Into 'WandaVision' and 'What If…?'”. 《Decider》. 2021년 12월 19일에 원본 문서에서 보존된 문서. 2021년 12월 19일에 확인함.
156. ↑  Grebey, James (2021년 12월 17일). “'Spider-Man: No Way Home' Post-Credit Scene And Secret Trailer, Explained”. 《Syfy Wire》. 2021년 12월 19일에 원본 문서에서 보존된 문서. 2021년 12월 19일에 확인함.
157. ↑  Chin, Daniel (2021년 12월 20일). “Marvel's Post-Credits Trailer for the Next 'Doctor Strange' Teases More Multiverse Madness”. 《The Ringer》. 2021년 12월 20일에 원본 문서에서 보존된 문서. 2022년 5월 1일에 확인함.
158. ↑  Romanchick, Shane (2021년 12월 18일). “'Doctor Strange 2' Marvel Legends Figures Up For Pre-Order”. 《Collider》. 2021년 12월 19일에 원본 문서에서 보존된 문서. 2021년 12월 19일에 확인함.
159. ↑  Lussier, Germain (2022년 2월 14일). “12 Biggest Mysteries in the Doctor Strange in the Multiverse of Madness Trailer”. 《Gizmodo》. 2022년 2월 16일에 원본 문서에서 보존된 문서. 2022년 2월 27일에 확인함.
160. ↑  Coggan, Devan (2022년 2월 13일). “Doctor Strange faces a familiar voice in the new Multiverse of Madness trailer”. 《Entertainment Weekly》. 2022년 2월 14일에 원본 문서에서 보존된 문서. 2022년 5월 1일에 확인함.
161. ↑  Pulliam-Moore, Charles (2022년 2월 13일). “'Doctor Strange in the Multiverse of Madness' new trailer is even more chaotic than the last”. 《The Verge》. 2022년 2월 14일에 원본 문서에서 보존된 문서. 2022년 2월 13일에 확인함.
162. ↑  Goslin, Austen (2022년 2월 13일). “Everyone thinks the new Doctor Strange trailer's disembodied voice is X-Men's Patrick Stewart”. 《Polygon》. 2022년 2월 14일에 원본 문서에서 보존된 문서. 2022년 2월 13일에 확인함.
163. ↑  Meyer, Joshua (2022년 2월 13일). “Doctor Strange In The Multiverse Of Madness Trailer Breakdown: Guess Who's Coming To The MCU?”. 《/Film》. 2022년 2월 14일에 원본 문서에서 보존된 문서. 2022년 2월 13일에 확인함.
164. ↑  Perry, Spencer (2022년 2월 13일). “Doctor Strange 2 Super Bowl Trailer Unveils First Look at Illuminati”. 《ComicBook.com》. 2022년 2월 14일에 원본 문서에서 보존된 문서. 2022년 2월 14일에 확인함.
165. ↑  Polo, Susana (2022년 2월 14일). “Doctor Strange 2's mysterious multiverse council has sparked Illuminati theories”. 《Polygon》. 2022년 2월 15일에 원본 문서에서 보존된 문서. 2022년 2월 27일에 확인함.
166. ↑  Lussier, Germain (2022년 2월 14일). “12 Biggest Mysteries in the Doctor Strange in the Multiverse of Madness Trailer – That's Freaking Patrick Stewart”. 《Gizmodo》. 2022년 2월 28일에 원본 문서에서 보존된 문서. 2022년 2월 27일에 확인함.
167. ↑  D'Alessandro, Anthony (2022년 2월 16일). “'Doctor Strange' Sequel, 'Jurassic World Dominion', 'LOTR' Trailers Saw Biggest Super Bowl Spikes On Social Media”. 《Deadline Hollywood》. 2022년 2월 17일에 원본 문서에서 보존된 문서. 2022년 2월 17일에 확인함.
168. ↑  Silverio, Ben F. (2022년 3월 1일). “Official Doctor Strange In The Multiverse Of Madness Funko Pops Reveal One Strange Cast”. 《/Film》. 2022년 3월 2일에 원본 문서에서 보존된 문서. 2022년 3월 2일에 확인함.
169. ↑  Steinberg, Brian (2022년 4월 19일). “Super-Heroes Tap Tide to Help Clean Up Marvel Universe”. 《Variety》. 2022년 4월 19일에 원본 문서에서 보존된 문서. 2022년 4월 19일에 확인함.
170. 1 2  D'Alessandro, Anthony; Goldsmith, Jill; Tartaglione, Nancy (2022년 4월 27일). “'Doctor Strange In The Multiverse of Madness' Racks Up $42M In Advance Ticket Sales, Pic's Opening Sequence Shown — CinemaCon”. 《Deadline Hollywood》. 2022년 4월 27일에 원본 문서에서 보존된 문서. 2022년 4월 27일에 확인함.
171. ↑  D'Alessandro, Anthony (2022년 5월 8일). “‘Doctor Strange In The Multiverse Of Madness’ Fires Up Summer Box Office With $190M+ Opening – Sunday AM Update”. 《Deadline Hollywood》. 2022년 5월 6일에 원본 문서에서 보존된 문서. 2022년 5월 8일에 확인함.
172. ↑  Tuttle, Will (2022년 4월 29일). “Introducing “Doctor Strange in the Multiverse of Madness” Custom Xbox Console and Controllers”. 《Xbox》. 2022년 4월 29일에 원본 문서에서 보존된 문서. 2022년 5월 8일에 확인함.
173. ↑  Renwick, Finlay (2022년 5월 6일). “Doctor Strange's Jaeger-LeCoultre and 8 other scene-stealing movie watches”. 《GQ》. 2022년 5월 8일에 원본 문서에서 보존된 문서. 2022년 5월 8일에 확인함.
174. ↑  “DOCTOR STRANGE MULTIVERSE OF MADNESS PROMO”. 《Shell Philippines》. 2022년 5월 8일에 원본 문서에서 보존된 문서. 2022년 5월 8일에 확인함.
175. ↑  Dinh, Christine (2022년 4월 29일). “Revisit Doctor Strange, Wanda Maximoff and Wong's Legends Ahead of 'Doctor Strange in the Multiverse of Madness'”. 《Marvel.com》. 2022년 4월 29일에 원본 문서에서 보존된 문서. 2022년 4월 29일에 확인함.
176. ↑  Dempsey, Liam (2022년 4월 26일). “VTubers Cross the Multiverse in Official Hololive x Marvel Studios Collab”. 《Crunchyroll》. 2022년 4월 26일에 원본 문서에서 보존된 문서. 2022년 4월 26일에 확인함.
177. ↑  “Attend Marvel Studios' 《닥터 스트레인지: 대혼돈의 멀티버스》 Red Carpet Premiere in Hollywood!”. 《D23》. 2022년 4월 27일에 원본 문서에서 보존된 문서. 2022년 4월 29일에 확인함.
178. ↑  Taylor, Tiffany (2022년 5월 3일). “'Doctor Strange in the Multiverse of Madness' Stars Tease Surprises and Discuss Importance of Representation at Hollywood Premiere”. 《The Hollywood Reporter》. 2022년 5월 3일에 원본 문서에서 보존된 문서. 2022년 5월 3일에 확인함.
179. ↑  Krol, Charlotte (2022년 3월 18일). “'Doctor Strange In The Multiverse Of Madness' gets earlier UK release date”. 《Rolling Stone》. 2022년 5월 3일에 원본 문서에서 보존된 문서. 2022년 5월 3일에 확인함.
180. ↑  Malhorta, Rahul (2022년 4월 6일). “'Doctor Strange in the Multiverse of Madness' IMAX Poster Hints at Characters to Appear.”. 《Collider》. 2022년 4월 6일에 원본 문서에서 보존된 문서. 2022년 4월 6일에 확인함.
181. ↑  Har-Even, Benny (2022년 4월 29일). “Which Format Should You Choose For Doctor Strange In The Multitude Of Madness A True IMAX Film?”. 《Forbes》. 2022년 4월 30일에 원본 문서에서 보존된 문서. 2022년 4월 30일에 확인함.
182. ↑  Couch, Aaron; Kit, Borys (2019년 7월 20일). “Marvel Unveils Post-'Endgame' Slate with 'Eternals', 'Shang-Chi' and Multiple Sequels”. 《The Hollywood Reporter》. 2019년 7월 20일에 원본 문서에서 보존된 문서. 2019년 7월 20일에 확인함.
183. 1 2  Ritman, Alex (2022년 4월 22일). “'Doctor Strange in the Multiverse of Madness' Banned in Saudi Arabia (Exclusive)”. 《The Hollywood Reporter》. 2022년 4월 22일에 원본 문서에서 보존된 문서. 2022년 4월 23일에 확인함.
184. ↑  Cain, Sian (2022년 4월 25일). “Disney is refusing to cut LGBTQ scene in Doctor Strange 2, Saudi Arabia says”. 《The Guardian》. 2022년 4월 26일에 원본 문서에서 보존된 문서. 2022년 4월 26일에 확인함.
185. ↑  Fakhruddin, Mufaddal (2022년 4월 23일). “Doctor Strange 2 Banned in Saudia Arabia, Kuwait, Egypt [UPDATE]”. 《IGN Middle East》. 2022년 4월 23일에 원본 문서에서 보존된 문서. 2022년 4월 23일에 확인함.
186. ↑  Lang, Brad (2022년 4월 26일). “Benedict Cumberbatch Expected Doctor Strange 2 to Be Banned in Some Countries”. 《Comic Book Resources》. 2022년 4월 26일에 원본 문서에서 보존된 문서. 2022년 4월 26일에 확인함.
187. ↑  Tartaglione, Nancy (2022년 4월 30일). “'Doctor Strange In The Multiverse Of Madness' Unlikely To Get China Release Following Online Backlash”. 《Deadline Hollywood》. 2022년 4월 30일에 원본 문서에서 보존된 문서. 2022년 5월 1일에 확인함.
188. ↑  “Disney CEO Bob Chapek On The “Difficulty” Of Getting Films Released In China”. 《Deadline Hollywood》. 2022년 5월 11일.
189. 1 2  D'Alessandro, Anthony (2022년 5월 6일). “'Doctor Strange In The Multiverse Of Madness' Kick-Starts Summer Box Office With $187M Opening; Best Debut Ever For Sam Raimi – Monday Update”. 《Deadline Hollywood》. 2022년 5월 6일에 원본 문서에서 보존된 문서. 2022년 5월 9일에 확인함.
190. ↑  Tartaglione, Nancy (2022년 5월 8일). “'Doctor Strange In The Multiverse Of Madness' Opens $450M Global Portal, $265M From Overseas – International Box Office”. 《Deadline Hollywood》. 2022년 5월 9일에 원본 문서에서 보존된 문서. 2022년 5월 9일에 확인함.
191. ↑  Tartaglione, Nancy (2022년 5월 11일). “'Doctor Strange In The Multiverse Of Madness' Tops $500M Worldwide; Nears $300M Overseas”. 《Deadline Hollywood》. 2022년 5월 11일에 원본 문서에서 보존된 문서. 2022년 5월 12일에 확인함.
192. ↑  D'Alessandro, Anthony (2022년 4월 7일). “'Doctor Strange In the Multiverse of Madness' First Day Pre-Sales Best So Far In 2022 For Fandango”. 《Deadline Hollywood》. 2022년 4월 7일에 원본 문서에서 보존된 문서. 2022년 4월 8일에 확인함.
193. ↑  Robbins, Shawn (2022년 4월 22일). “Long Range Box Office Forecast: Downton Abbey: A New Era's Early Outlook; 《닥터 스트레인지: 대혼돈의 멀티버스》 Tracking Continues to Climb”. 《Boxoffice Pro》. 2022년 4월 22일에 원본 문서에서 보존된 문서. 2022년 4월 24일에 확인함.
194. ↑  Kaye, Don (2022년 5월 3일). “Doctor Strange in the Multiverse of Madness Review”. 《Den of Geek》. 2022년 5월 3일에 원본 문서에서 보존된 문서. 2022년 5월 4일에 확인함.
195. ↑  Gleiberman, Owen (2022년 5월 3일). “'Doctor Strange in the Multiverse of Madness' Review: Benedict Cumberbatch Returns for a Head-Trip Sequel That's Both Entertaining and Exhausting”. 《Variety》. 2022년 5월 3일에 원본 문서에서 보존된 문서. 2022년 5월 4일에 확인함.
196. ↑  Greenblatt, Leah (2022년 5월 3일). “《닥터 스트레인지: 대혼돈의 멀티버스》 review: the loopest, bloodiest Marvel movie yet”. 《Entertainment Weekly》. 2022년 5월 3일에 원본 문서에서 보존된 문서. 2022년 5월 4일에 확인함.
197. ↑  Hammond, Pete (2022년 5월 3일). “'Doctor Strange in the Multiverse of Madness' Review: Benedict Cumberbatch Works His Magic in Sam Raimi's Marvel Of Horror”. 《Deadline Hollywood》. 2022년 5월 3일에 원본 문서에서 보존된 문서. 2022년 5월 4일에 확인함.
198. ↑  Emberwing, Amelia (2022년 5월 3일). “'Doctor Strange in the Multiverse of Madness' Review”. 《IGN》. 2022년 5월 3일에 원본 문서에서 보존된 문서. 2022년 5월 4일에 확인함.
199. ↑  Defore, John (2022년 5월 3일). “'Doctor Strange in the Multiverse of Madness': Film Review”. 《The Hollywood Reporter》. 2022년 5월 3일에 원본 문서에서 보존된 문서. 2022년 5월 4일에 확인함.
200. ↑  Chang, Justin (2022년 5월 3일). “Review: An enjoyable 'Doctor Strange' sequel delivers the flyin', the witch and the red robe”. 《Los Angeles Times》. 2022년 5월 3일에 원본 문서에서 보존된 문서. 2022년 5월 3일에 확인함.
201. ↑  Jolin, Dan (2022년 5월 3일). “Doctor Strange In The Multiverse Of Madness”. 《Empire》. 2022년 5월 4일에 원본 문서에서 보존된 문서. 2022년 5월 4일에 확인함.
202. ↑  Sims, David (2022년 5월 3일). “The New 'Doctor Strange' Is Not Just Another Marvel Movie”. 《The Atlantic》. 2022년 5월 4일에 원본 문서에서 보존된 문서. 2022년 5월 4일에 확인함.
203. ↑  Bradshaw, Peter (2022년 5월 3일). “Doctor Strange in the Multiverse of Madness review – cheerful alt-reality sequel”. 《The Guardian》. 2022년 5월 3일에 원본 문서에서 보존된 문서. 2022년 5월 3일에 확인함.
204. ↑  Ehrlich, David (2022년 5월 3일). “'Doctor Strange in the Multiverse of Madness' Review: Sam Raimi Just Saved the MCU from Itself”. 《IndieWire》. 2022년 5월 3일에 원본 문서에서 보존된 문서. 2022년 5월 3일에 확인함.
205. ↑  Tallerico, Brian (2022년 5월 3일). “Doctor Strange in the Multiverse of Madness”. 《RogerEbert.com》. 2022년 5월 3일에 원본 문서에서 보존된 문서. 2022년 5월 3일에 확인함.
206. ↑  Duralde, Alonso (2022년 5월 3일). “'Doctor Strange in the Multiverse of Madness' Film Review: Sam Raimi Brings Visual Pop to a Less-than-Magical Adventure”. 《TheWrap》. 2022년 5월 3일에 원본 문서에서 보존된 문서. 2022년 5월 4일에 확인함.